# Lijst van personen overleden in 1966
Dit is een lijst van personen die zijn overleden in 1966.

## Januari

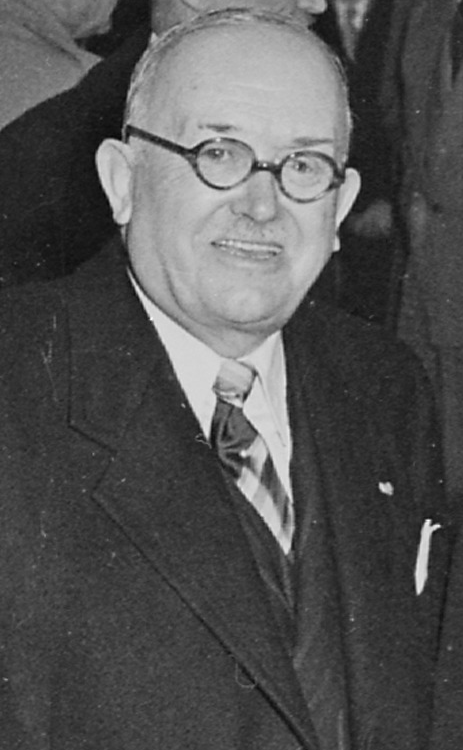
Vincent Auriol
1 januari

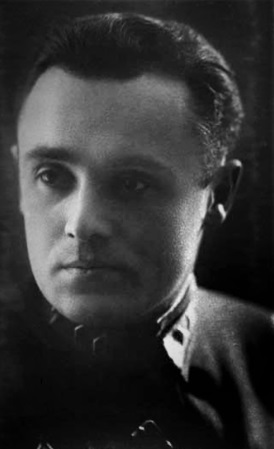
Sergej Koroljov
14 januari

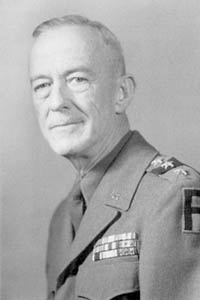
Courtney Hodges
16 januari

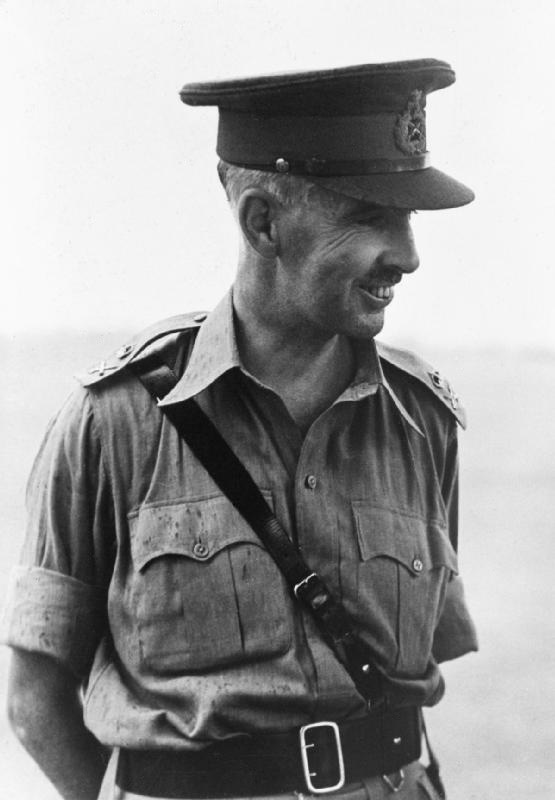
Arthur E. Percival
31 januari

| 1 | 2 | 3 | 4 | 5 | 6 | 7 | 8 | 9 | 10 | 11 | 12 | 13 | 14 | 15 | 16 | 17 | 18 | 19 | 20 | 21 | 22 | 23 | 24 | 25 | 26 | 27 | 28 | 29 | 30 | 31 |
| - | - | - | - | - | - | - | - | - | -- | -- | -- | -- | -- | -- | -- | -- | -- | -- | -- | -- | -- | -- | -- | -- | -- | -- | -- | -- | -- | -- |

### 1 januari
- Vincent Auriol (81), president van Frankrijk

### 2 januari
- Hetty Broedelet-Henkes (88), Nederlands kunstschilderes
- Edwin Swatek (80), Amerikaans waterpolospeler

### 3 januari
- Auguste Olislaeger (48), Belgisch politicus

### 4 januari
- Cees Rienks de Boer (84), Nederlands architect
- Inga Artamonova (29), Sovjet-Russisch langebaanschaatsster
- Georges Theunis (92), Belgisch politicus

### 6 januari
- Albrecht Brandi (51), Duits militair
- Frederik Schuh (90), Nederlands wiskundige

### 8 januari
- Martha Cnockaert (73), Belgisch spionne

### 10 januari
- Hermann Kasack (69), Duits schrijver
- Hannah Smith (110), oudste mens ter wereld

### 11 januari
- Lal Bahadur Shastri (61), Indiaas politicus
- Alberto Giacometti (64), Zwitsers beeldhouwer en schilder
- Hannes Kolehmainen (76), Fins atleet

### 12 januari
- Bertus Coops (91), Nederlands koloniaal bestuurder

### 13 januari
- Erkki Gustafsson (53), Fins voetballer

### 14 januari
- Bill Carr (56), Amerikaans atleet
- Sergej Koroljov (59), Sovjet-Russisch natuurkundige
- Charles Van den Borren (91), Belgisch musicoloog

### 15 januari
- Heinrich Keimig (52), Duits handballer
- Abubakar Tafawa Balewa (53), Nigeriaans politicus

### 16 januari
- Courtney Hodges (79), Amerikaans militair

### 17 januari
- Jan Broeckx (85), Belgisch componist

### 20 januari
- Pieter Kuhn (55), Nederlands striptekenaar

### 23 januari
- Alfred Amelot (97), Belgisch politicus
- Jo van Ammers-Küller (81), Nederlands schrijfster

### 24 januari
- Sebastianus van Nuenen (67), Nederlands geestelijke en ordestichter

### 26 januari
- Ekko Oosterhuis (79), Nederlands natuurkundige
- George van Raemdonck (77), Belgisch striptekenaar

### 29 januari
- Alfons Pincé (71), Belgisch politicus

### 31 januari
- Dirk Brouwer (63), Nederlands astronoom
- Arthur Ernest Percival (78), Brits militair
- Jacques Schreurs (72), Nederlands schrijver

## Februari

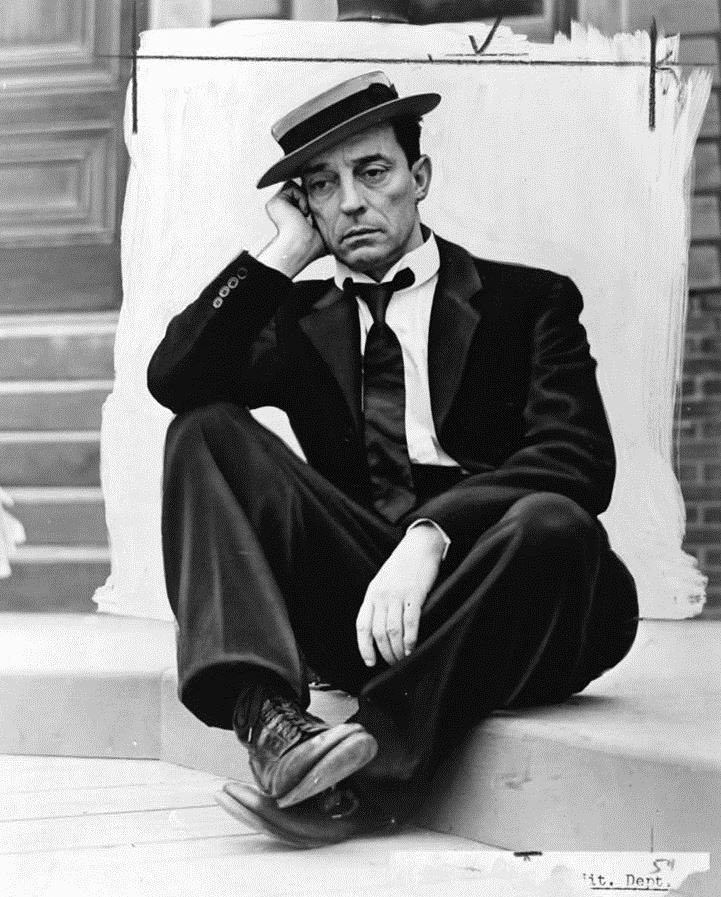
Buster Keaton
1 februari

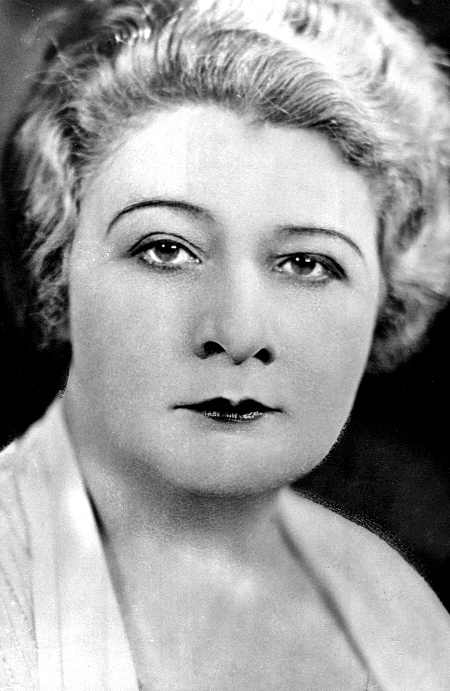
Sophie Tucker
9 februari

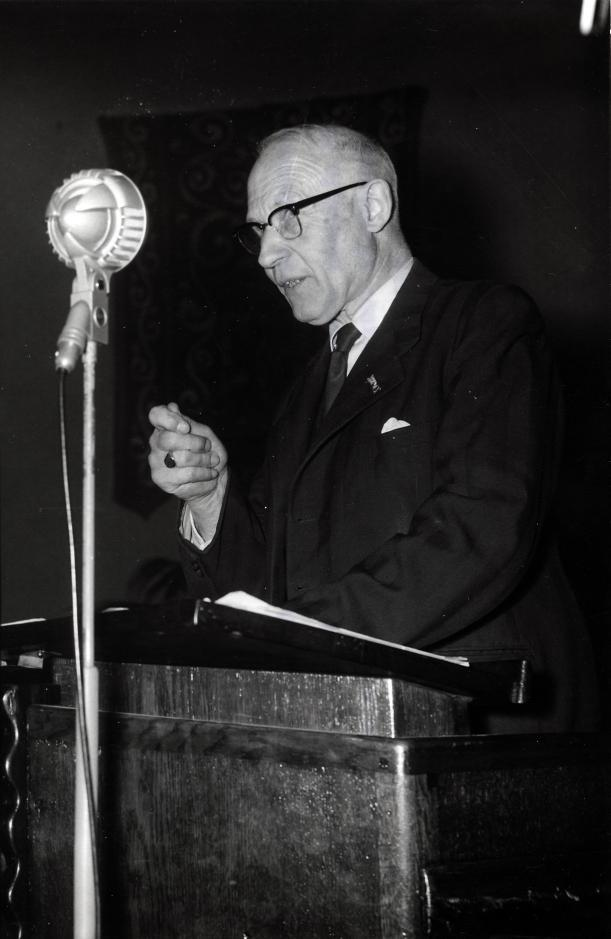
Hendrik Tilanus
16 februari

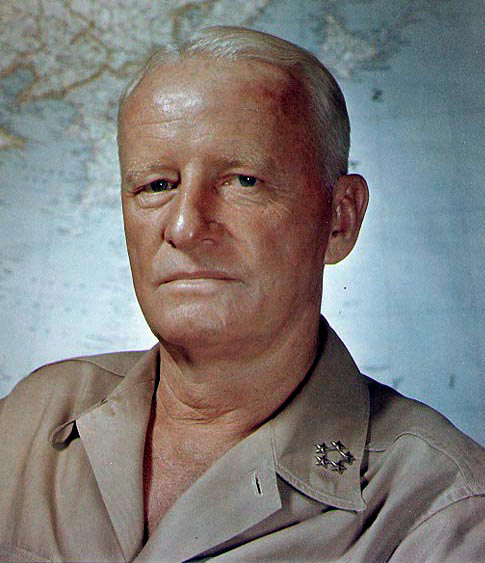
Chester Nimitz
20 februari

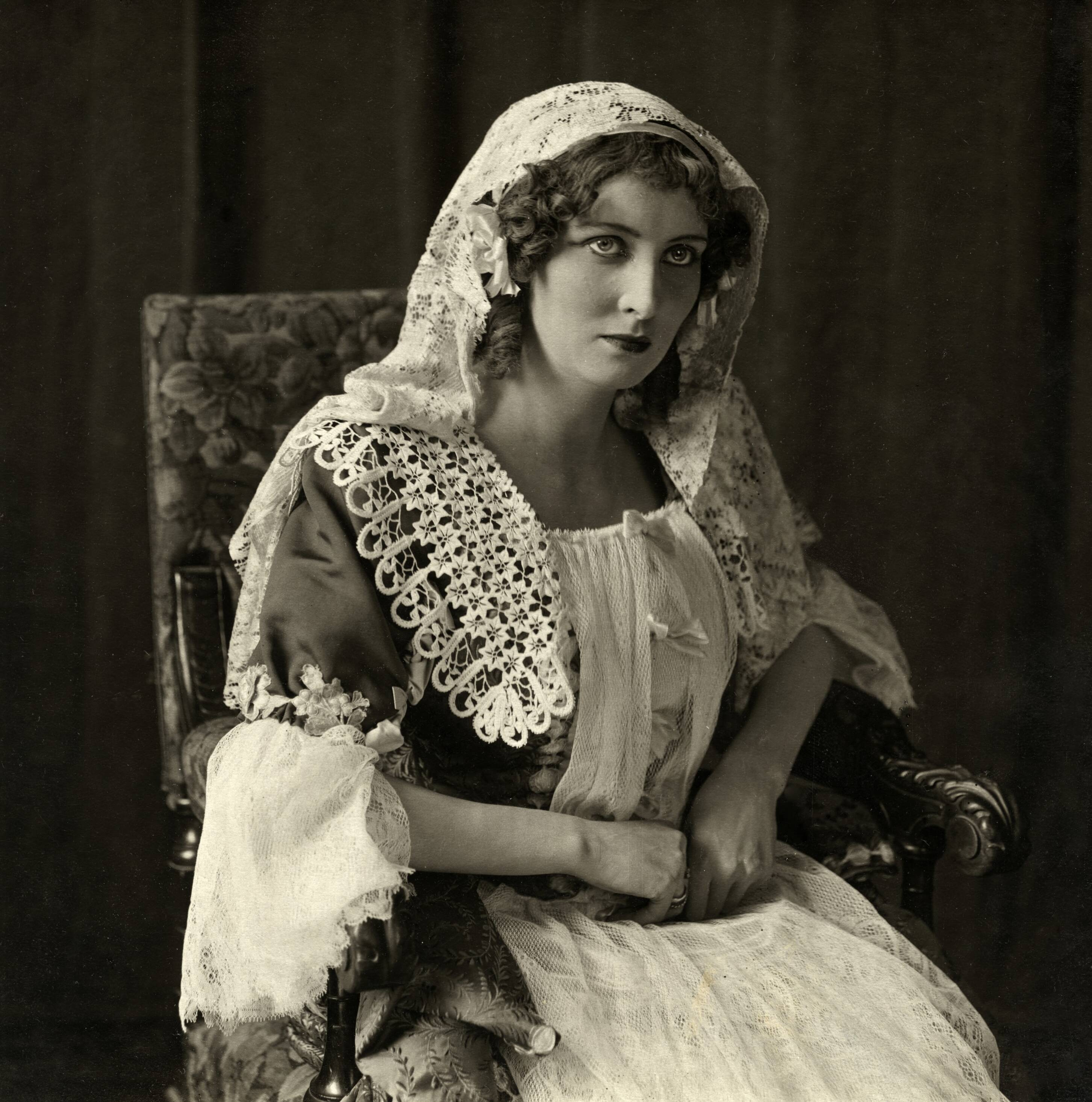
Mientje Kling
26 februari

| 1 | 2 | 3 | 4 | 5 | 6 | 7 | 8 | 9 | 10 | 11 | 12 | 13 | 14 | 15 | 16 | 17 | 18 | 19 | 20 | 21 | 22 | 23 | 24 | 25 | 26 | 27 | 28 |
| - | - | - | - | - | - | - | - | - | -- | -- | -- | -- | -- | -- | -- | -- | -- | -- | -- | -- | -- | -- | -- | -- | -- | -- | -- |

### 1 februari
- Buster Keaton (70), Amerikaans acteur

### 2 februari
- Laurent Verbiest (26), Belgisch voetballer
- Peter Yorke (63), Brits componist

### 5 februari
- Ludwig Binswanger (84), Zwitsers psychiater

### 6 februari
- Jakob Bruderer (75), Zwitsers politicus
- Narcisa de Leon (88), Filipijns filmproducent

### 8 februari
- Vernon Andrade (63), Amerikaans bandleider

### 9 februari
- Sophie Tucker (80), Amerikaans entertainer

### 10 februari
- Daniele Maffeis (64), Italiaans componist

### 12 februari
- Wilhelm Röpke (66), Duits econoom

### 13 februari
- Arnout Jan de Beaufort (54), Nederlands burgemeester
- Marguerite Long (91), Frans pianiste
- Johannes Leendert Scherpenisse (78), Nederlands fotograaf

### 14 februari
- François Demol (70), Belgisch voetballer
- August de Laat (83), Nederlands zanger en komiek
- Ernest W. Ortone (45), Amerikaans componist

### 15 februari
- Marinus Damme (89), Nederlands politicus
- Camilo Torres (47), Colombiaans geestelijke en revolutionair

### 16 februari
- Hendrik Tilanus (81), Nederlands politicus

### 17 februari
- Hans Hofmann (85), Duits-Amerikaans schilder

### 18 februari
- Anne Anema (94), Nederlands politicus
- Martien Beversluis (71), Nederlands dichter en schrijver
- Robert Rossen (57), Amerikaans filmregisseur
- Jenny Van Rysselberghe (86), Belgisch organiste en componiste

### 19 februari
- Jakob Dalenberg (61), Nederlands politicus

### 20 februari
- Arnold Hörburger (80), Nederlands voetballer
- Chester Nimitz (80), Amerikaans militair leider

### 22 februari
- Derk Jan Wever (70), Nederlands verzetsstrijder

### 26 februari
- Mientje Kling (71), Nederlands actrice
- Gino Severini (82), Italiaans schilder en beeldhouwer

### 27 februari
- Emile Fabry (100), Belgisch kunstschilder
- Govert Ritmeester (82), Nederlands politicus

### 28 februari
- Léonie Keingiaert de Gheluvelt (80), Belgisch burgemeester
- Victor Jacob Koningsberger (71), Nederlands bioloog

## Maart

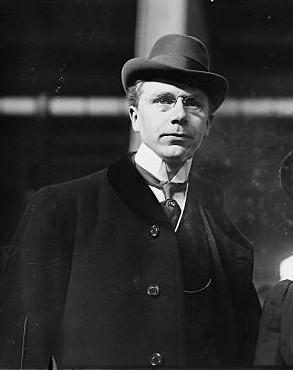
Richard Hageman
6 maart

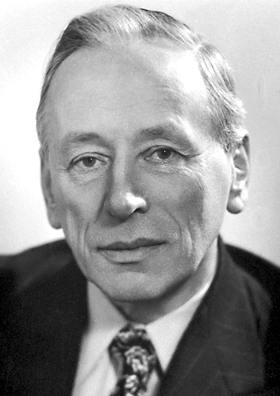
Frits Zernike
10 maart

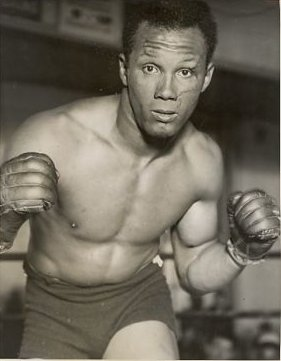
Alberto Santiago Lovell
16 maart

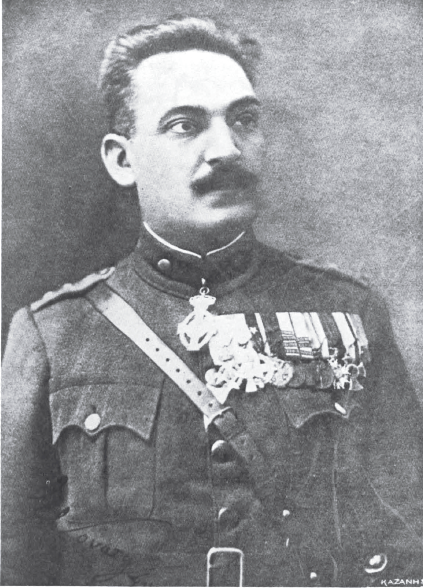
Stylianos Gonatas
29 maart

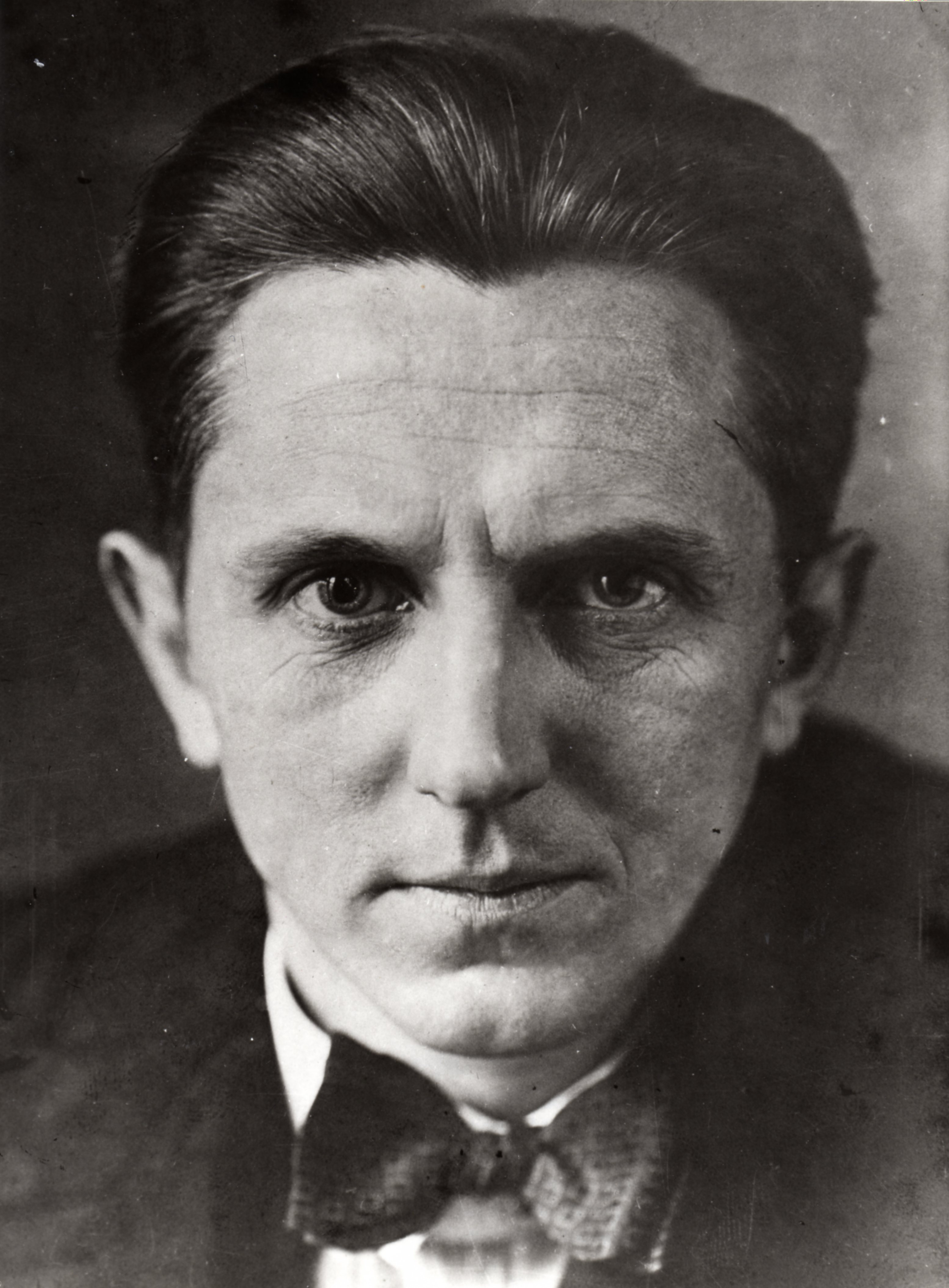
Erwin Piscator
30 maart

| 1 | 2 | 3 | 4 | 5 | 6 | 7 | 8 | 9 | 10 | 11 | 12 | 13 | 14 | 15 | 16 | 17 | 18 | 19 | 20 | 21 | 22 | 23 | 24 | 25 | 26 | 27 | 28 | 29 | 30 | 31 |
| - | - | - | - | - | - | - | - | - | -- | -- | -- | -- | -- | -- | -- | -- | -- | -- | -- | -- | -- | -- | -- | -- | -- | -- | -- | -- | -- | -- |

### 3 maart
- Alfonso Castaldo (75), Italiaans kardinaal
- William Frawley (79), Amerikaans acteur

### 4 maart
- Alf Padgham (59), Brits golfer

### 5 maart
- Anna Achmatova (76), Russisch dichteres

### 6 maart
- Richard Hageman (83), Nederlands-Amerikaans dirigent

### 9 maart
- Pablo Birger (42), Argentijns autocoureur
- Moechamatsja Boerangoelov (77), Russisch dichter en volkszanger
- Joannes van Dodewaard (52), Nederlands bisschop
- Stella Fontaine (76), Nederlands kleinkunstenares

### 10 maart
- Louis Baillon (66), Belgisch politicus
- Emile Coulonvaux (74), Belgisch politicus
- Frank O'Connor (62), Iers schrijver
- H.A.J.M. Heijmeijer (73), Nederlands ondernemer
- Frits Zernike (77), Nederlands natuurkundige

### 12 maart
- Victor Brauner (62), Roemeens kunstschilder

### 13 maart
- Henry Stern (91), Amerikaans componist en muziekuitgever

### 14 maart
- Anton Bartels (86), Nederlands architect

### 15 maart
- Henriëtte Willebeek le Mair (76), Nederlands illustrator

### 16 maart
- Alberto Santiago Lovell (53), Argentijns bokser

### 18 maart
- Robert F. Hill (79), Canadees acteur

### 23 maart
- August Bach (68), Oost-Duits politicus
- Johan Elsensohn (82), Nederlands acteur en toneelschrijver
- Kenneth Webb (73), Amerikaans filmregisseur

### 27 maart
- Helen Menken (64), Amerikaans actrice

### 28 maart
- Kid Howard (57), Amerikaans jazztrompettist

### 29 maart
- Stylianos Gonatas (89), Grieks politicus
- Albert-Edouard Janssen (82), Belgisch politicus

### 30 maart
- Maxfield Parrish (95), Amerikaans kunstschilder
- Erwin Piscator (72), Duits toneelregisseur

## April

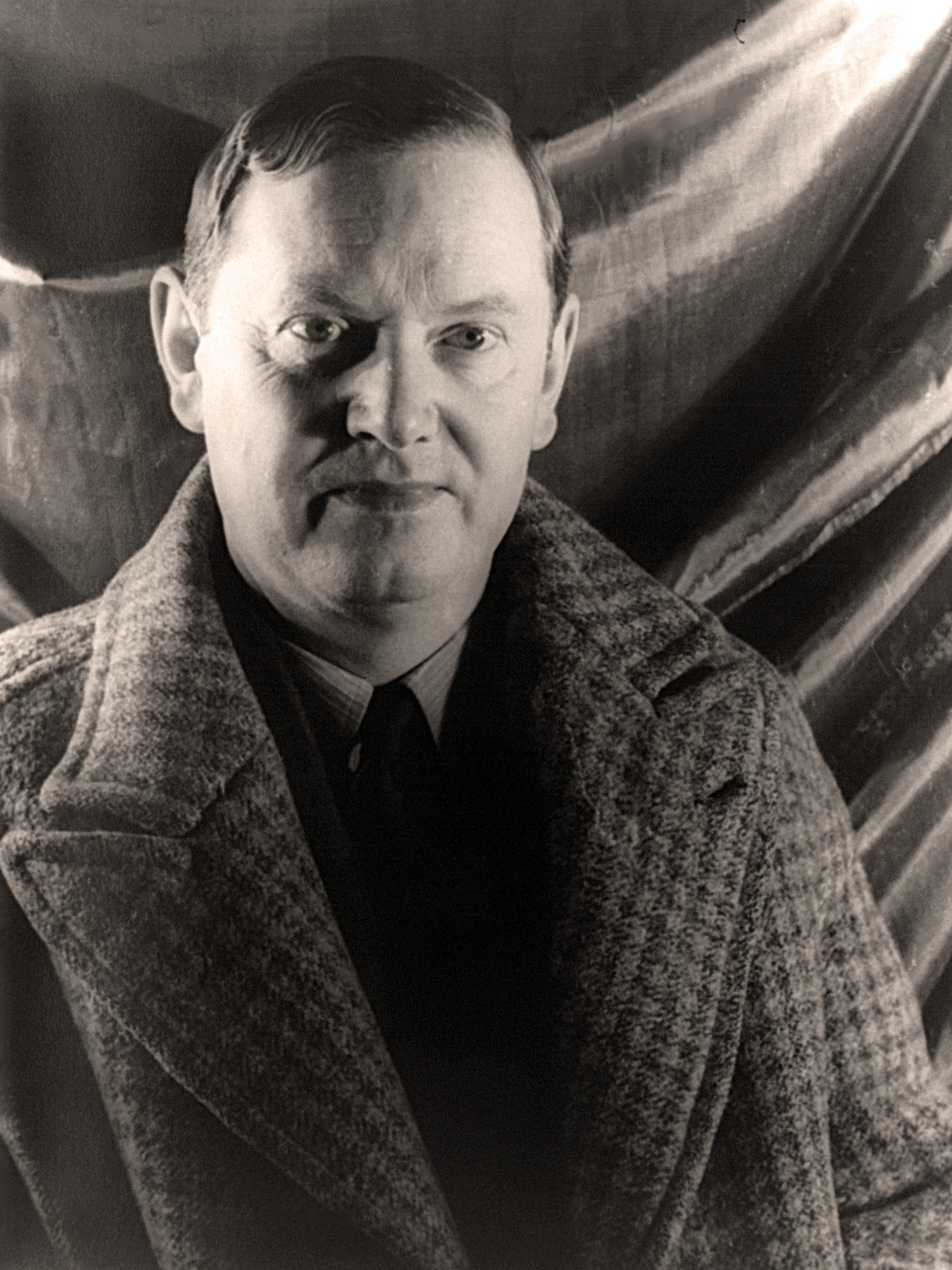
Evelyn Waugh
10 april

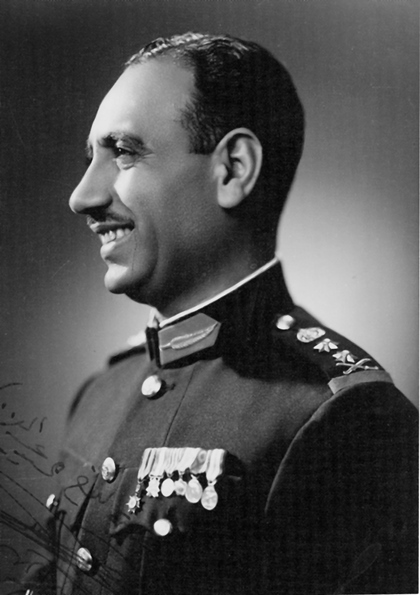
Abdel Salem Arif
13 april

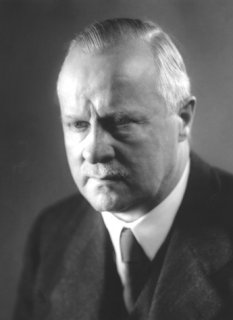
Väinö Tanner
19 april

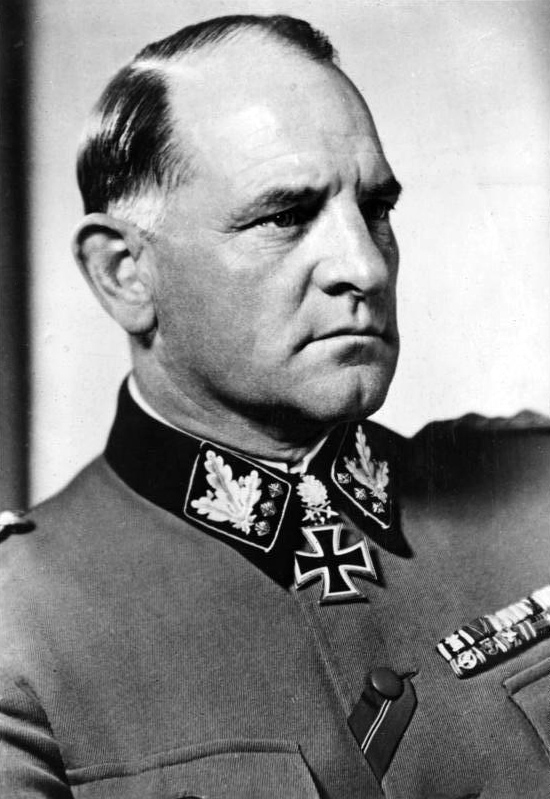
Josef Dietrich
24 april

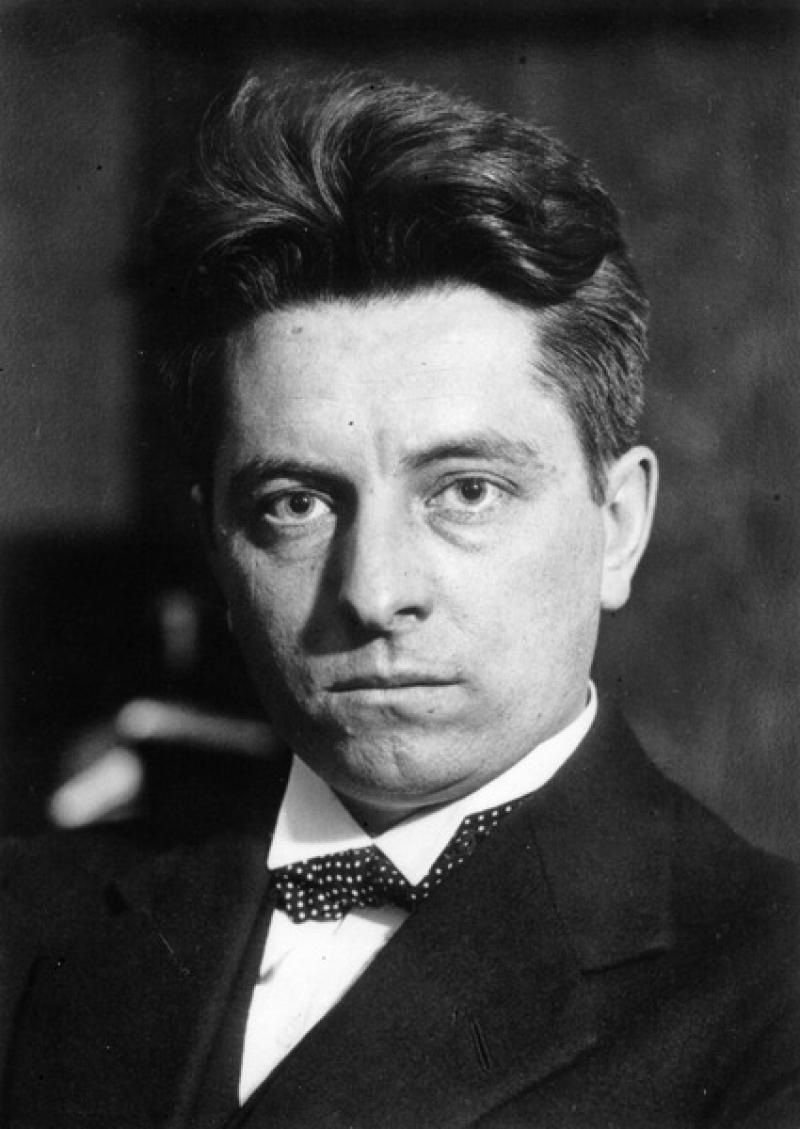
Maurice Roelants
25 april

| 1 | 2 | 3 | 4 | 5 | 6 | 7 | 8 | 9 | 10 | 11 | 12 | 13 | 14 | 15 | 16 | 17 | 18 | 19 | 20 | 21 | 22 | 23 | 24 | 25 | 26 | 27 | 28 | 29 | 30 |
| - | - | - | - | - | - | - | - | - | -- | -- | -- | -- | -- | -- | -- | -- | -- | -- | -- | -- | -- | -- | -- | -- | -- | -- | -- | -- | -- |

### 1 april
- Leo Ghering (65), Nederlands voetballer
- Flann O'Brien (54), Iers schrijver

### 2 april
- Wilhelmina Drupsteen (85), Nederlands kunstenaar
- C.S. Forester (66), Engels schrijver

### 4 april
- Jimmy Daywalt (41), Amerikaans autocoureur
- Georges Van Hee (84), Belgisch burgemeester

### 6 april
- Emil Brunner (76), Zwitsers theoloog
- Paul Suter (74), Zwitsers wielrenner

### 7 april
- Joseph Craeybeckx (79), Belgisch politicus
- Walt Hansgen (46), Amerikaans autocoureur

### 8 april
- Christiaan Wilhelm Bodenhausen (96), Nederlands politicus en bestuurder

### 9 april
- Otto Licha (54), Oostenrijks handballer
- Soetan Sjahrir (57), Indonesisch politicus

### 10 april
- Henri Van Lerberghe (75), Belgisch wielrenner
- Evelyn Waugh (62), Brits schrijver

### 12 april
- Chris Soumokil (60), president van de Republiek van de Zuid-Molukken

### 13 april
- Abdel Salem Arif (44), president van Irak
- Carlo Carrà (85), Italiaans kunstschilder
- Georges Duhamel (81), Frans schrijver
- Katsuo Takaishi (59), Japans zwemmer

### 17 april
- Co Lassche (46), Nederlands ondernemer
- Gérard-Octave Pinkers (66), Belgisch politicus
- Hans Purrmann (86), Duits kunstschilder

### 19 april
- Albert Servaes (83), Belgisch kunstschilder
- Javier Solís (34), Mexicaans zanger
- Väinö Tanner (85), Fins politicus

### 20 april
- Frederik van Pruisen (54), lid Duitse adel

### 21 april
- Lorenzo Raimundo Parodi (71), Argentijns botanicus

### 24 april
- Melecio Arranz (77), Filipijns politicus
- Gunna Breuning-Storm (75), Deens violiste
- Josef Dietrich (73), Duits militair leider

### 25 april
- Maurice Roelants (70), Belgisch schrijver en dichter

### 26 april
- Dora Richter (75), Tsjechische transvrouw, eerste die een succesvolle geslachtsbevestigende operatie onderging

### 28 april
- Jesse Marsh (58), Amerikaans stripauteur

## Mei

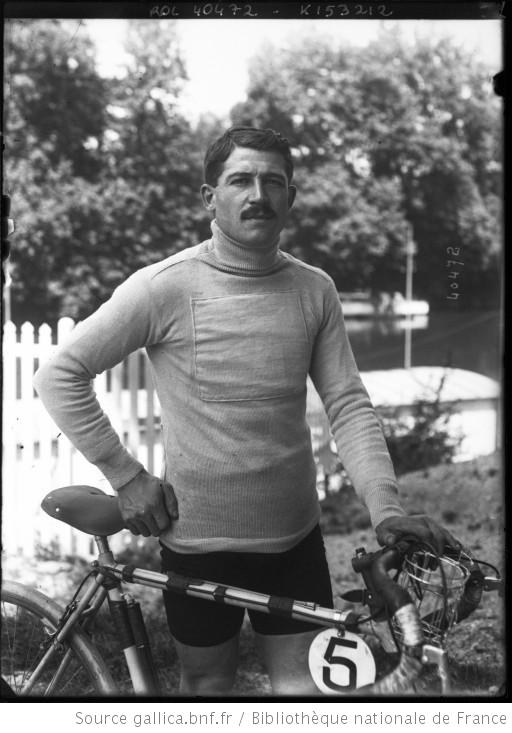
Jean Rossius
2 mei

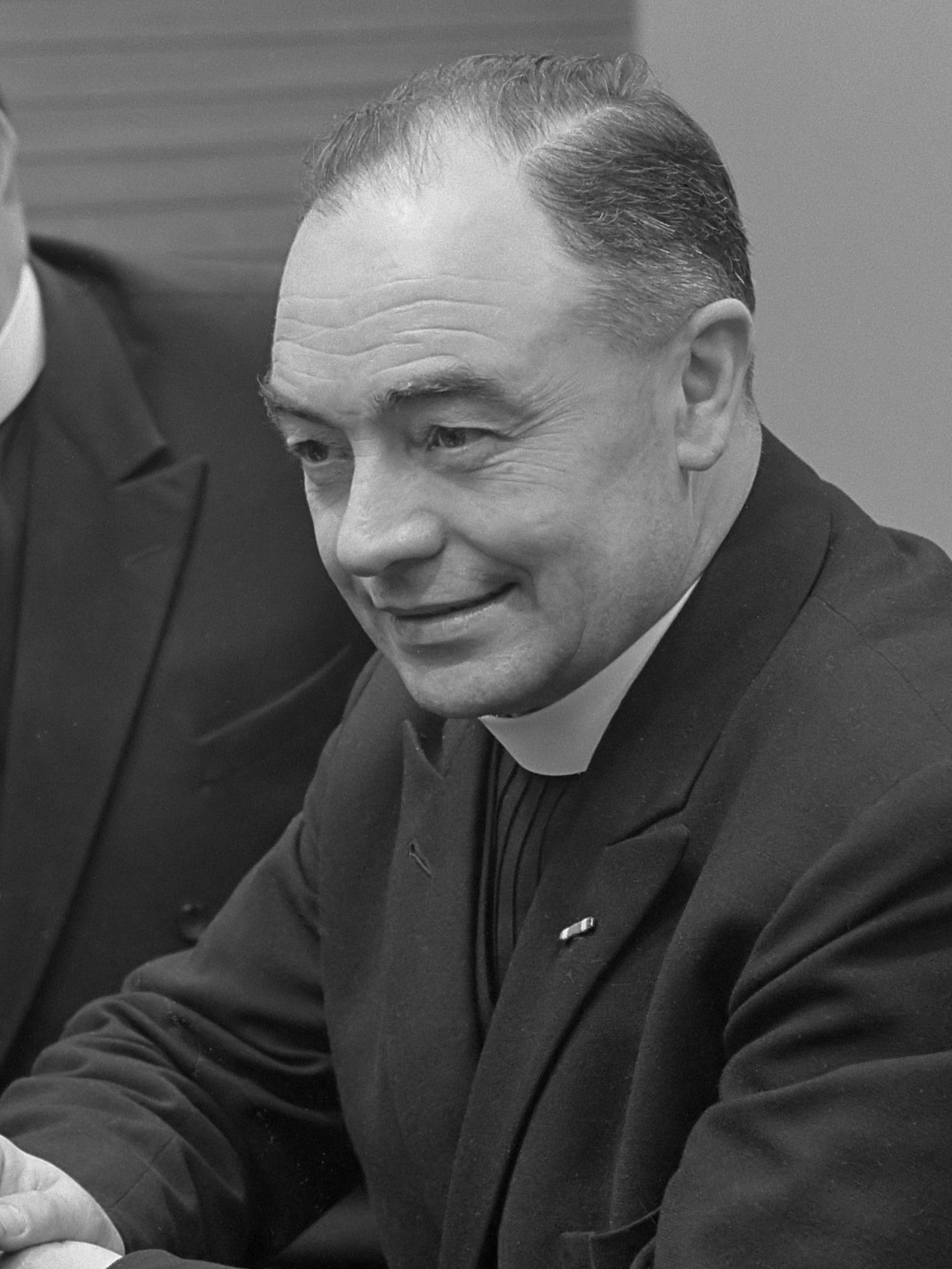
W.M. Bekkers
9 mei

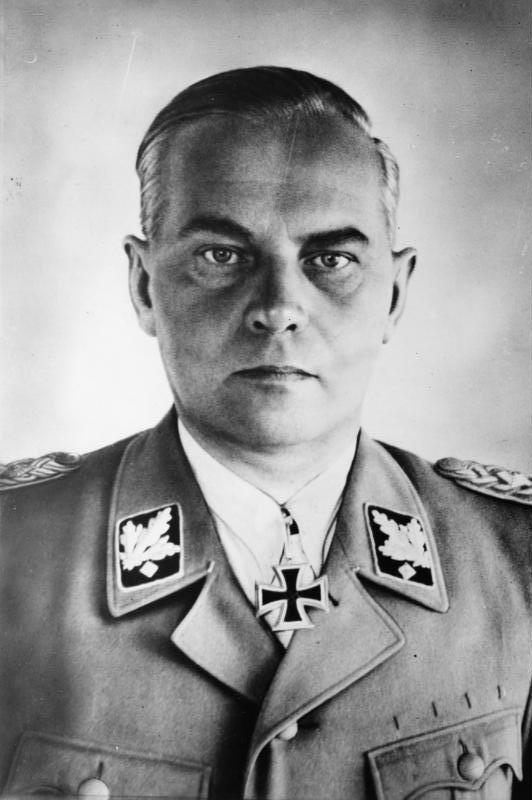
Felix Steiner
12 mei

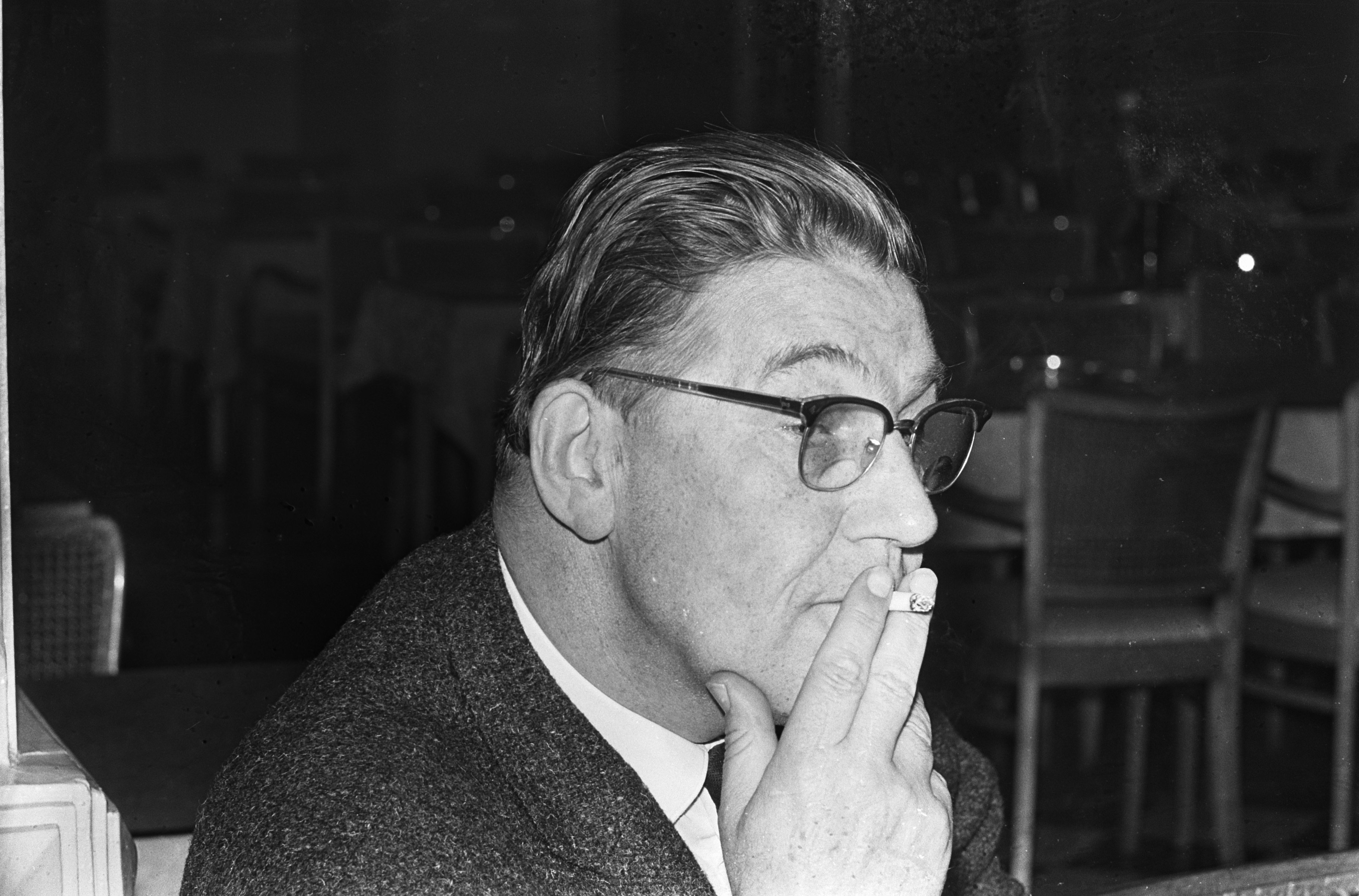
H.M. van Randwijk
13 mei

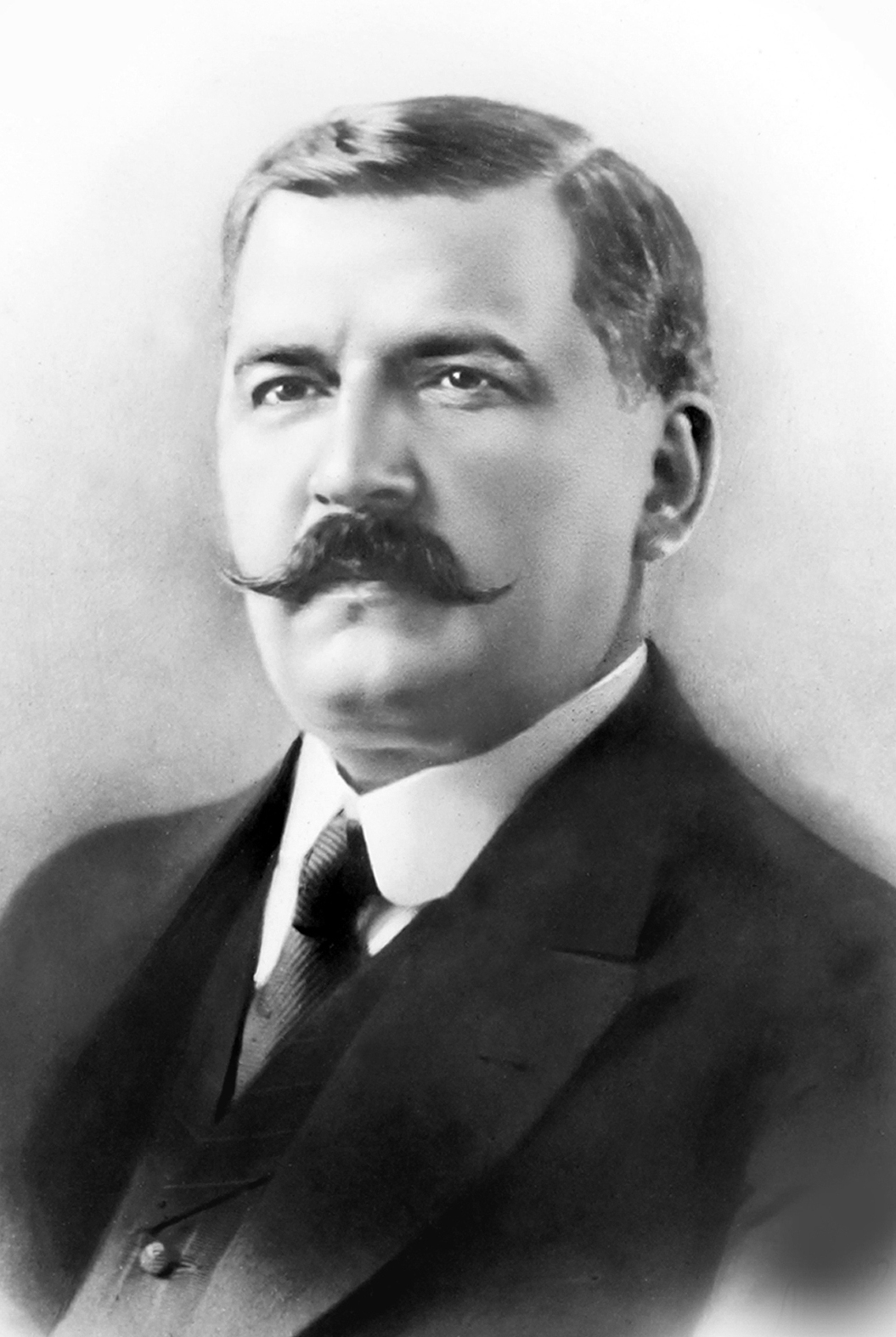
Venceslau Brás
15 mei

| 1 | 2 | 3 | 4 | 5 | 6 | 7 | 8 | 9 | 10 | 11 | 12 | 13 | 14 | 15 | 16 | 17 | 18 | 19 | 20 | 21 | 22 | 23 | 24 | 25 | 26 | 27 | 28 | 29 | 30 | 31 |
| - | - | - | - | - | - | - | - | - | -- | -- | -- | -- | -- | -- | -- | -- | -- | -- | -- | -- | -- | -- | -- | -- | -- | -- | -- | -- | -- | -- |

### 2 mei
- Julien Geldof (60), Belgisch politicus
- Jack London (61), Brits atleet
- Hubert Robyn (86), Belgisch politicus
- Jean Rossius (76), Belgisch wielrenner

### 4 mei
- Jos Esterbecq (82), Belgisch bestuurster en politica
- Amédée Ozenfant (80), Frans kunstschilder

### 5 mei
- Johannes Izak Planjer (74), Nederlands architect

### 7 mei
- Stanisław Jerzy Lec (57), Pools dichter

### 9 mei
- Wilhelmus Marinus Bekkers (58), Nederlands bisschop

### 12 mei
- Felix Steiner (69), Duits militair

### 13 mei
- H.M. van Randwijk (56), Nederlands verzetsman en journalist

### 14 mei
- Ludwig Meidner (82), Duits kunstschilder
- Chuck Rodee (38), Amerikaans autocoureur

### 15 mei
- Venceslau Brás (98), president van Brazilië
- Maximiliano Hernández Martínez (83), president van El Salvador
- Louis Kortenhorst (81), Nederlands kunstschilder

### 18 mei
- Bram van Heel (66), Nederlands natuurkundige

### 24 mei
- Jim Barnes (80), Brits golfer

### 25 mei
- Joseph Somers (48), Belgisch wielrenner

### 26 mei
- Jaap Blom (67), Nederlands politicus en vakbondsbestuurder

### 27 mei
- François Van Belle (84), Belgisch politicus

### 30 mei
- Wäinö Aaltonen (72), Fins kunstenaar
- Joseph Bracops (66), Belgisch politicus
- Thelma Terry (64), Amerikaans jazzbassiste en bandleidster

## Juni

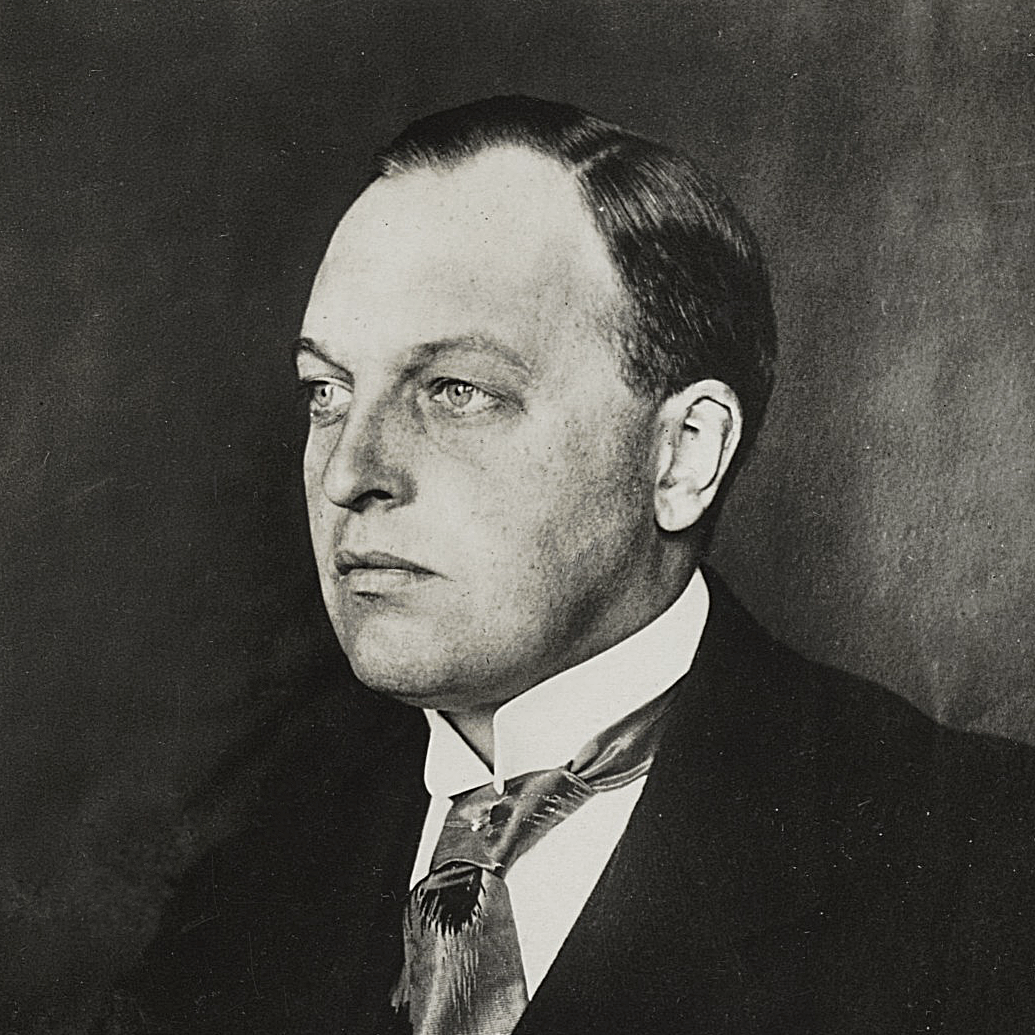
François van 't Sant
3 juni

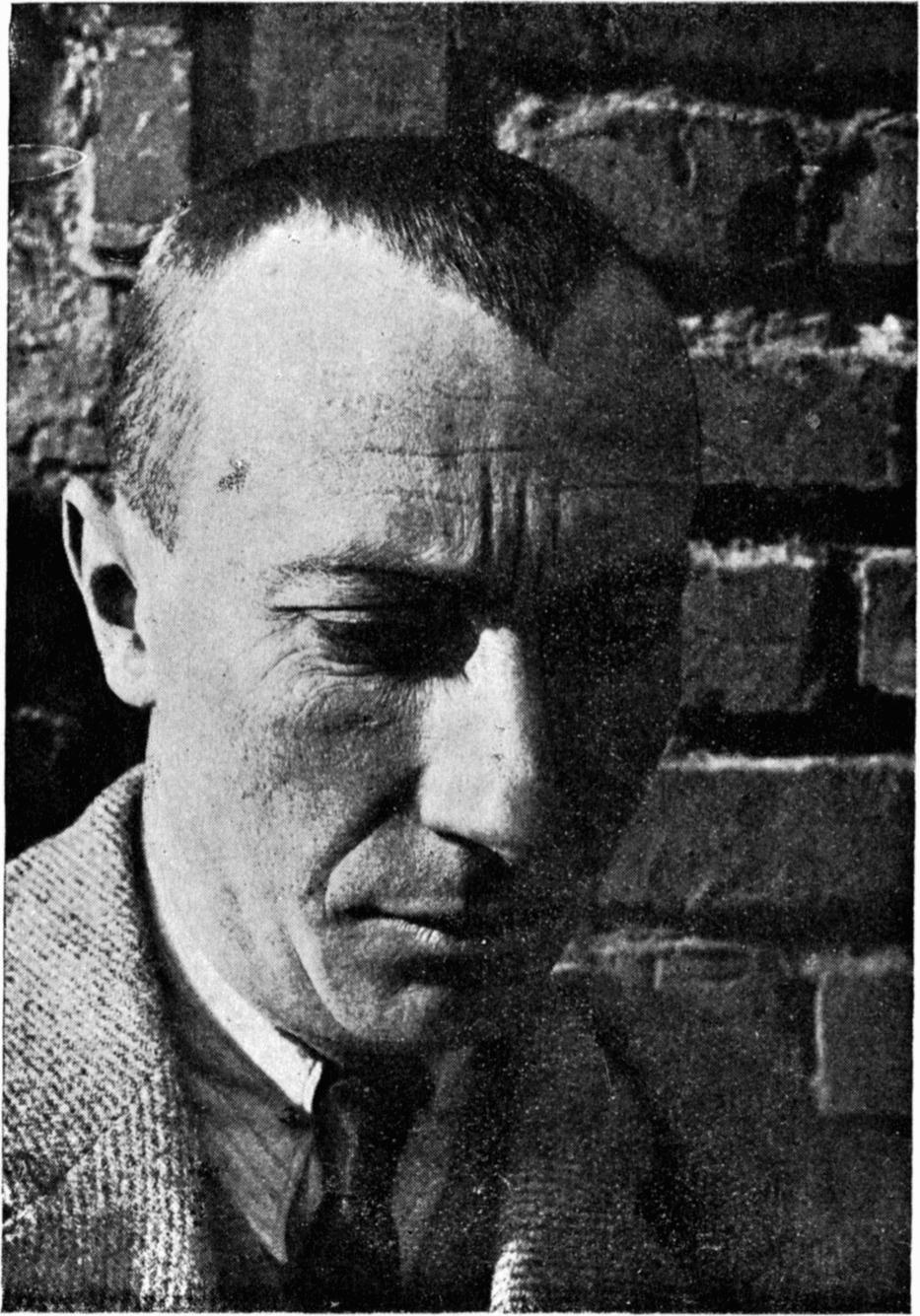
Jean Arp
7 juni

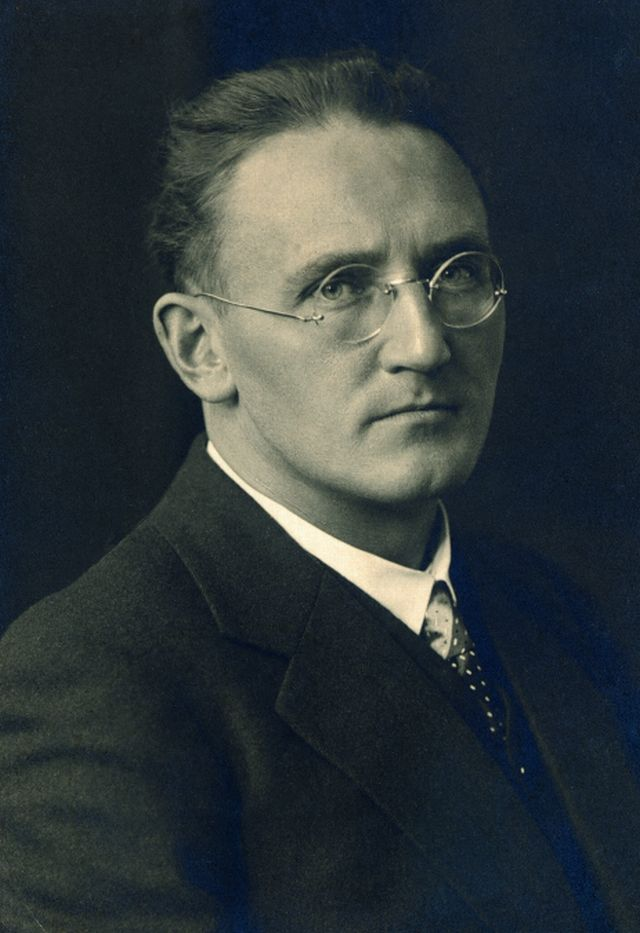
Hermann Scherchen
12 juni

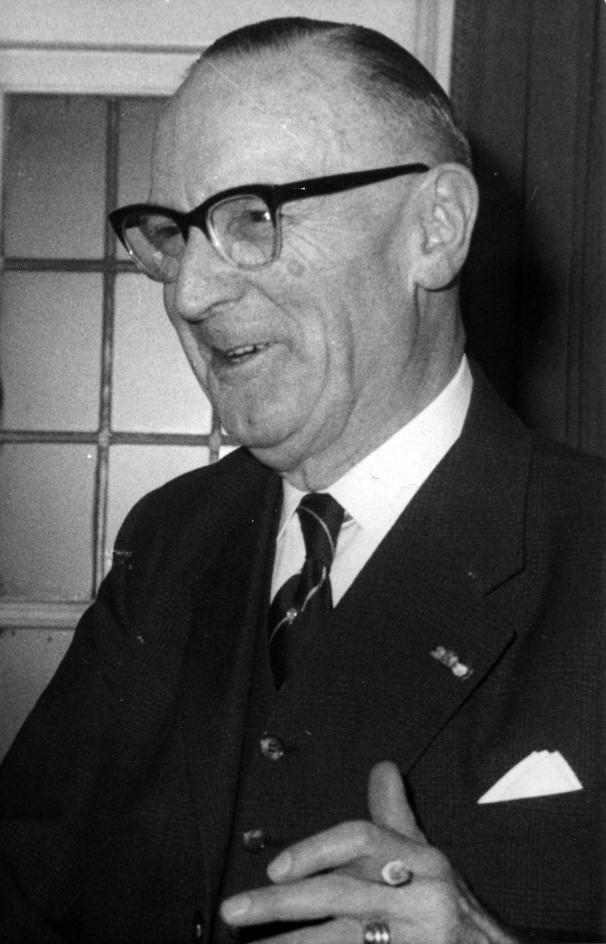
Frans Teulings
23 juni

| 1 | 2 | 3 | 4 | 5 | 6 | 7 | 8 | 9 | 10 | 11 | 12 | 13 | 14 | 15 | 16 | 17 | 18 | 19 | 20 | 21 | 22 | 23 | 24 | 25 | 26 | 27 | 28 | 29 | 30 |
| - | - | - | - | - | - | - | - | - | -- | -- | -- | -- | -- | -- | -- | -- | -- | -- | -- | -- | -- | -- | -- | -- | -- | -- | -- | -- | -- |

### 1 juni
- Évariste Kimba (39), Congolees politicus

### 2 juni
- Gustave Drioul (90), Belgisch wielrenner
- Eduard Freimüller (69), Zwitsers politicus
- Rudolf Vleeskruijer (50), Nederlands taalkundige

### 3 juni
- François van 't Sant (83), Nederlands politiefunctionaris

### 7 juni
- Jean Arp (79), Frans-Duits kunstschilder en beeldhouwer
- Joanna Diepenbrock (60), Nederlands zangeres
- Otto Hoogesteijn (63), Nederlands zwemmer

### 8 juni
- Joseph Albert Walker (45), Amerikaans ruimtevaarder

### 11 juni
- Anton Eduard van Arkel (89), Nederlands burgemeester
- Jimmy Davies (36), Amerikaans autocoureur
- Jud Larson (43), Amerikaans autocoureur
- Truus Smulders-Beliën (63), Nederlands burgemeester

### 12 juni
- Hermann Scherchen (74), Duits dirigent

### 19 juni
- Pierre Montet (80), Frans egyptoloog
- Ed Wynn (79), Amerikaans komiek en acteur

### 20 juni
- Georges Lemaître (71), Belgisch wiskundige en kosmoloog

### 23 juni
- Frans Teulings (74), Nederlands politicus

### 24 juni
- Otto-Wilhelm Förster (81), Duits generaal

### 26 juni
- Thomas Waller (82), Surinaams politicus

### 29 juni
- Arthur Meulemans (82), Belgisch componist, dirigent en muziekpedagoog

### 30 juni
- Giuseppe Farina (59), Italiaans autocoureur
- Tietse Pieter Sevensma (86), Nederlands bibliothecaris

## Juli

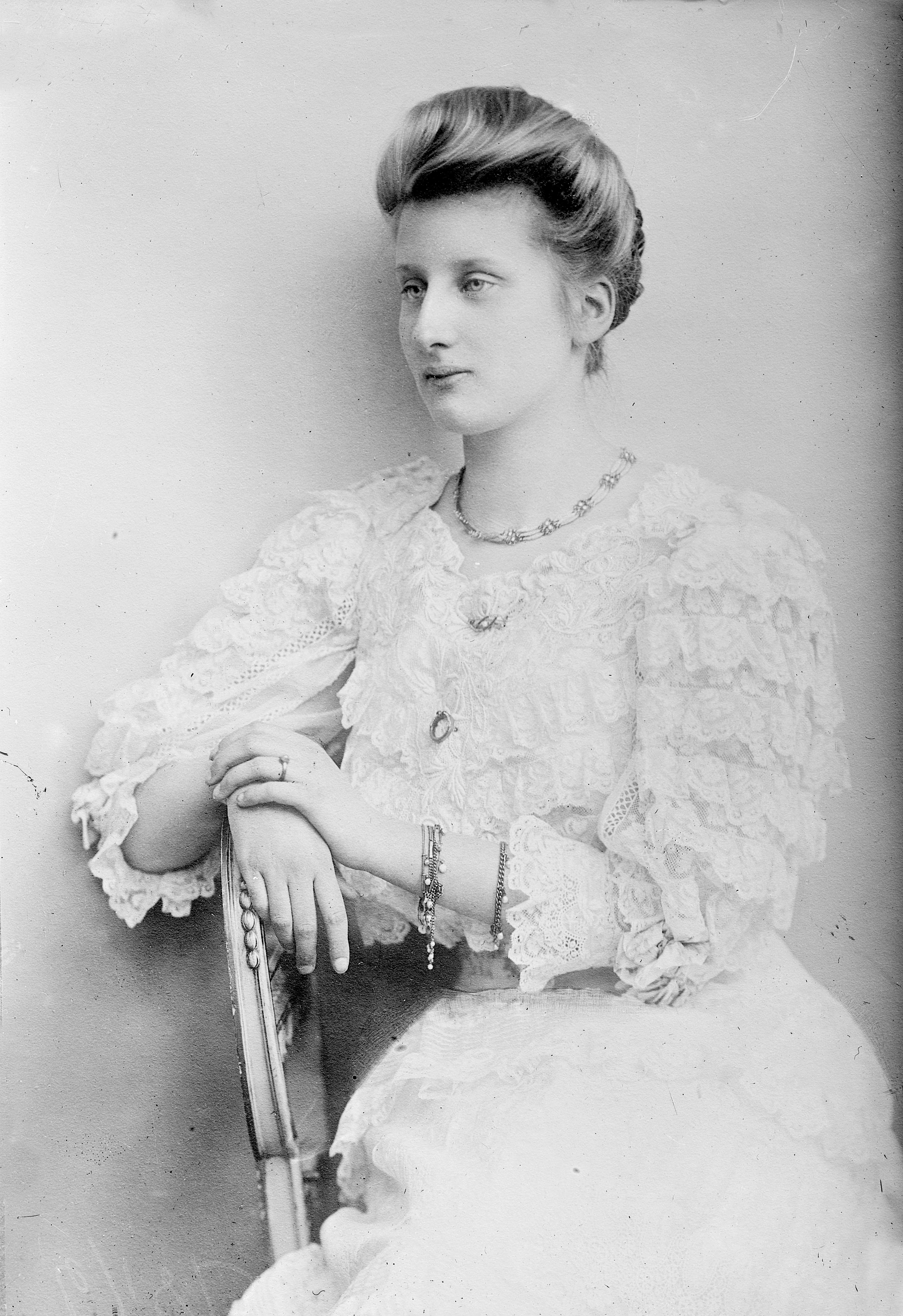
Augusta Victoria van Hohenzollern
1 juli

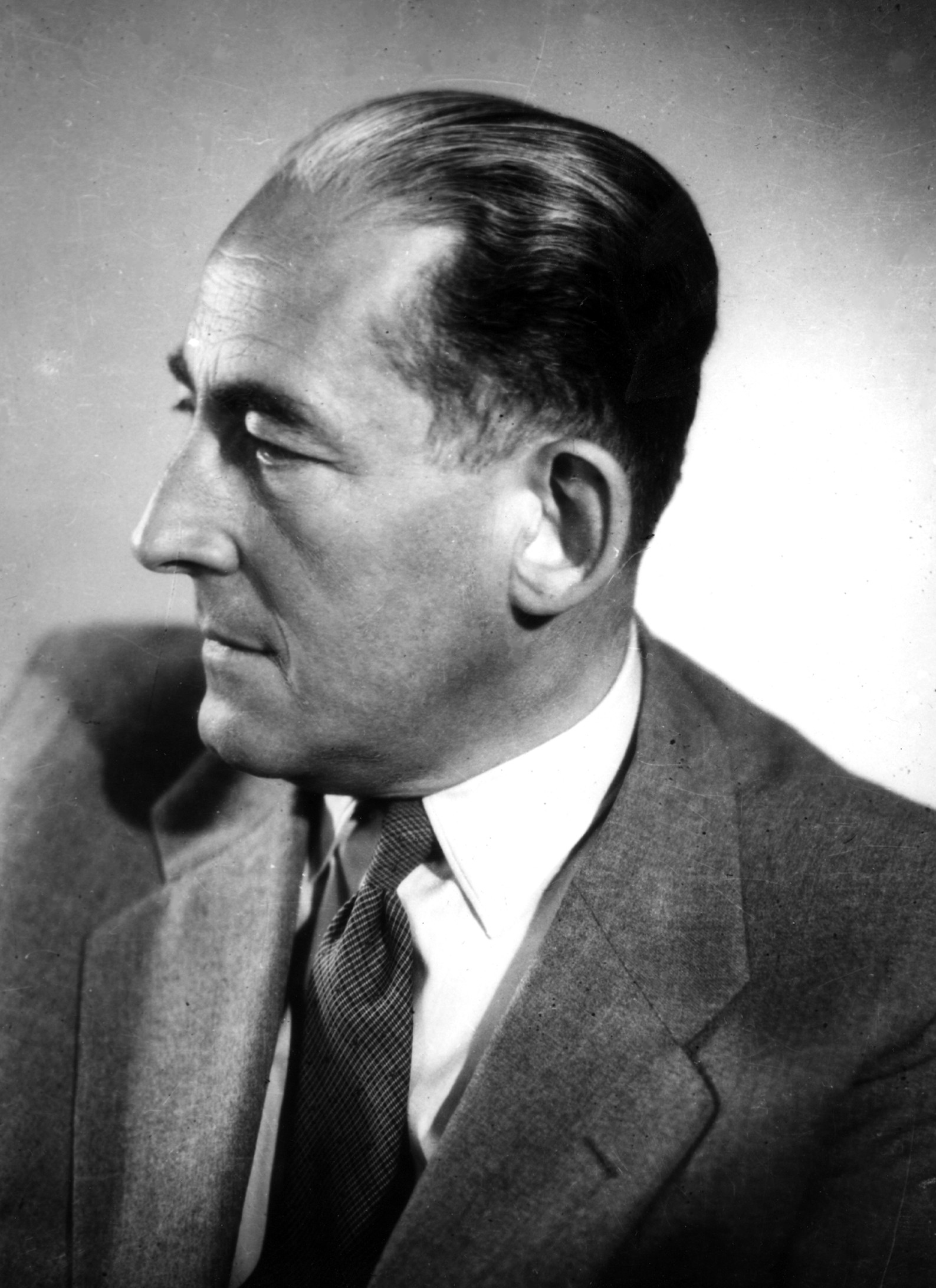
Jan Brzechwa
2 juli

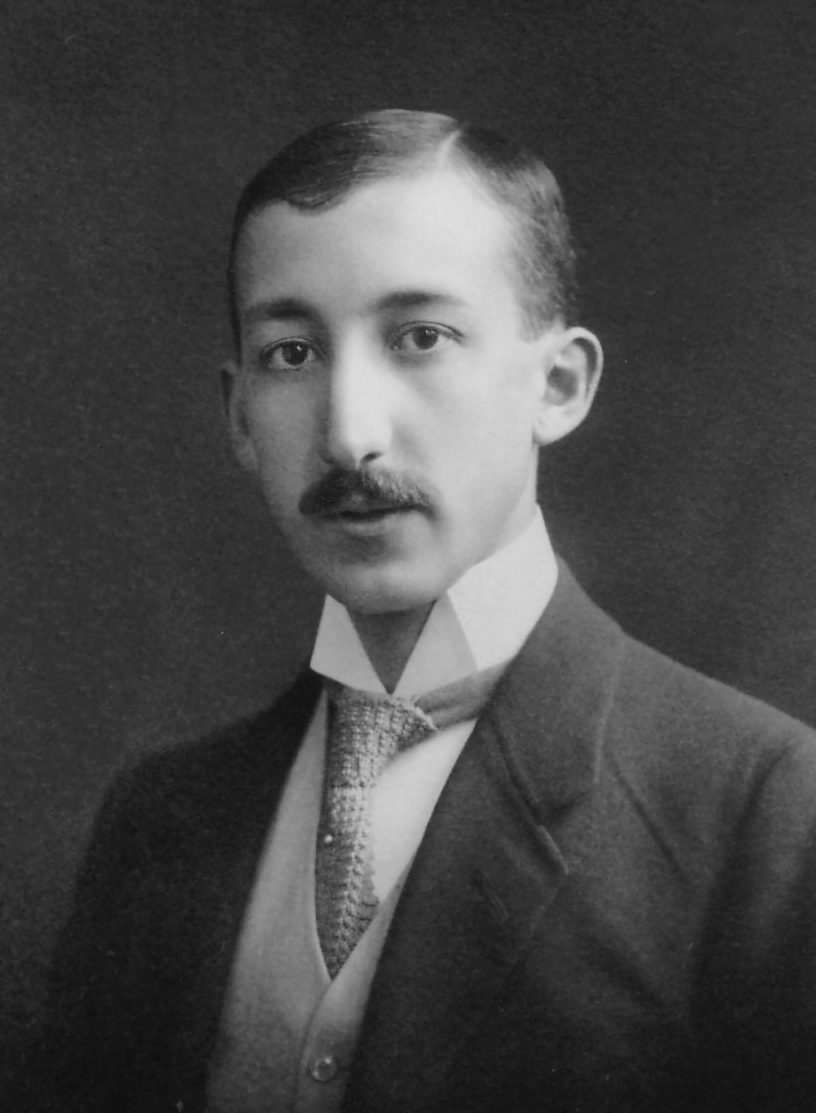
George de Hevesy
5 juli

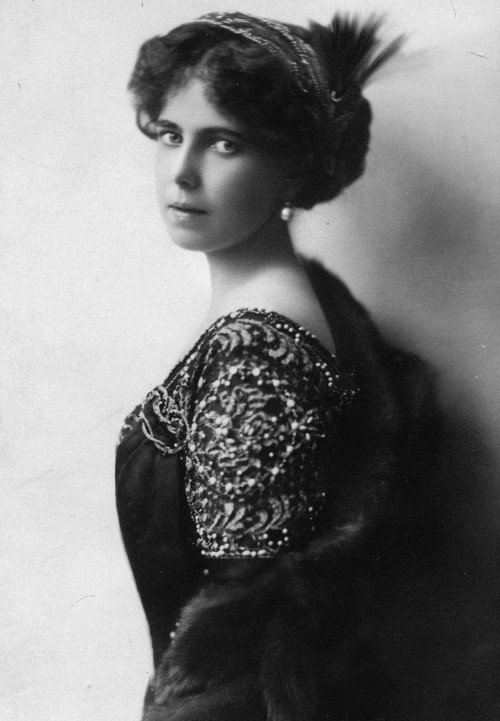
Beatrice van Saksen-Coburg-Gotha
13 juli

| 1 | 2 | 3 | 4 | 5 | 6 | 7 | 8 | 9 | 10 | 11 | 12 | 13 | 14 | 15 | 16 | 17 | 18 | 19 | 20 | 21 | 22 | 23 | 24 | 25 | 26 | 27 | 28 | 29 | 30 | 31 |
| - | - | - | - | - | - | - | - | - | -- | -- | -- | -- | -- | -- | -- | -- | -- | -- | -- | -- | -- | -- | -- | -- | -- | -- | -- | -- | -- | -- |

### 2 juli
- Jan Brzechwa (67), Pools schrijver, dichter en vertaler
- Johannes Severijn (83), Nederlands politicus en bestuurder

### 3 juli
- Kees Boeke (81), Nederlands pedagoog
- Deems Taylor (80), Amerikaans componist

### 4 juli
- Joseph Lemaire (84), Belgisch politicus

### 5 juli
- George de Hevesy (80), Hongaars scheikundige

### 9 juli
- Marija Petković (73), Kroatisch geestelijke

### 10 juli
- Mohamed Nazir Datoek Pamontjak (69), Indonesisch politicus
- Joseph Rodgers (63), Iers bisschop

### 12 juli
- Augustinus Husson (58), Belgisch politicus

### 13 juli
- Beatrice van Saksen-Coburg-Gotha (82), lid Britse koninklijke familie

### 14 juli
- Julie Manet (87), Frans kunstschilder en kunstverzamelaar

### 15 juli
- Jozef Brys (72), Nederlands historicus

### 16 juli
- Urbain Van de Voorde (72), Belgisch schrijver en dichter

### 17 juli
- Marius Roelof Johan Brinkgreve (77), Nederlands collaborateur

### 18 juli
- Jos Schijvens (58), Nederlands architect

### 19 juli
- Joaquín Anselmo Maria Albareda (74), Spaans kardinaal

### 20 juli
- Otto Eduard Willem Six (86), Nederlands ambtenaar

### 21 juli
- Eugène Canneel (83), Belgisch kunstenaar
- Francesco Cantelli (90), Italiaans wiskundige

### 22 juli
- Bernard Carp (65), Nederlands zeiler
- Edward Gourdin (68), Amerikaans atleet
- Louis Van den Eynde (85), Belgisch kunstschilder en graficus

### 23 juli
- Lo La Chapelle (78), Nederlands voetballer
- Montgomery Clift (45), Amerikaans acteur

### 25 juli
- Emile Allewaert (87), Belgisch politicus

### 29 juli
- Pál Járdányi (46), Hongaars componist

### 31 juli
- Wladimir Bielkine (70), Nederlands grafisch ontwerper
- Alexander von Falkenhausen (87), Duits militair

## Augustus

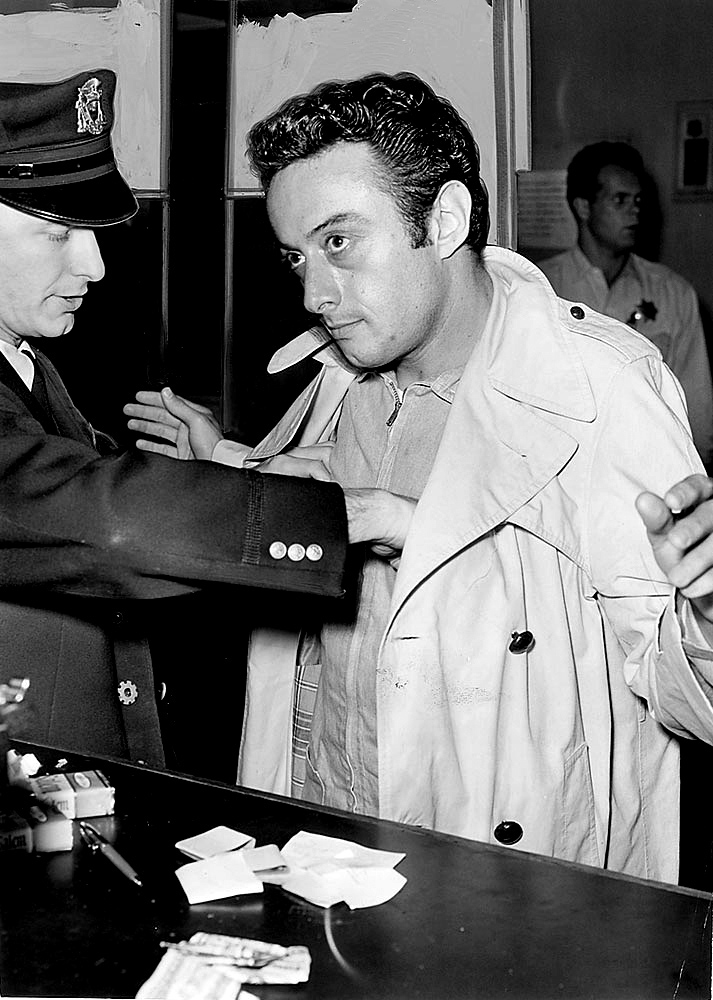
Lenny Bruce
3 augustus

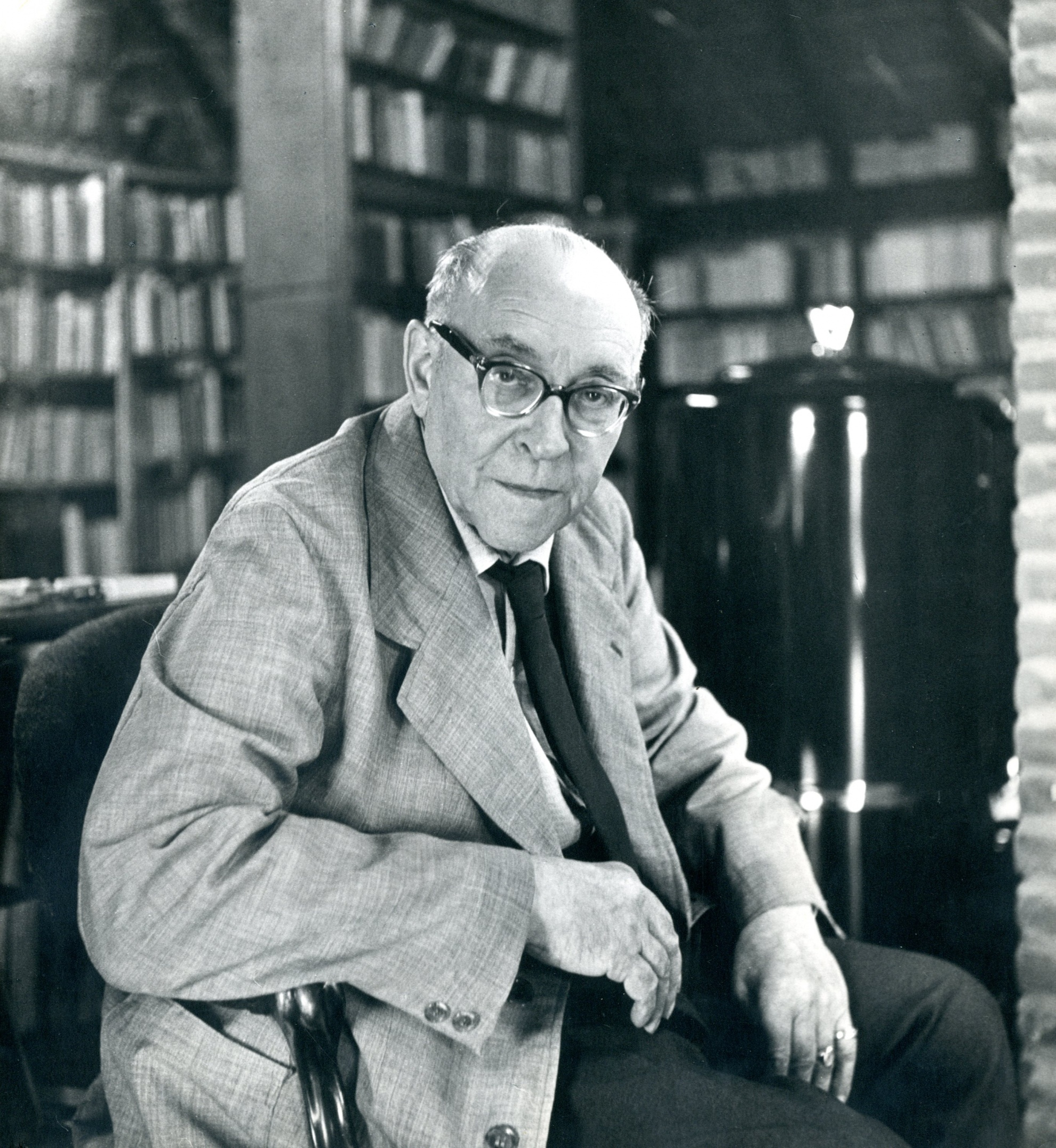
J.C. Bloem
10 augustus

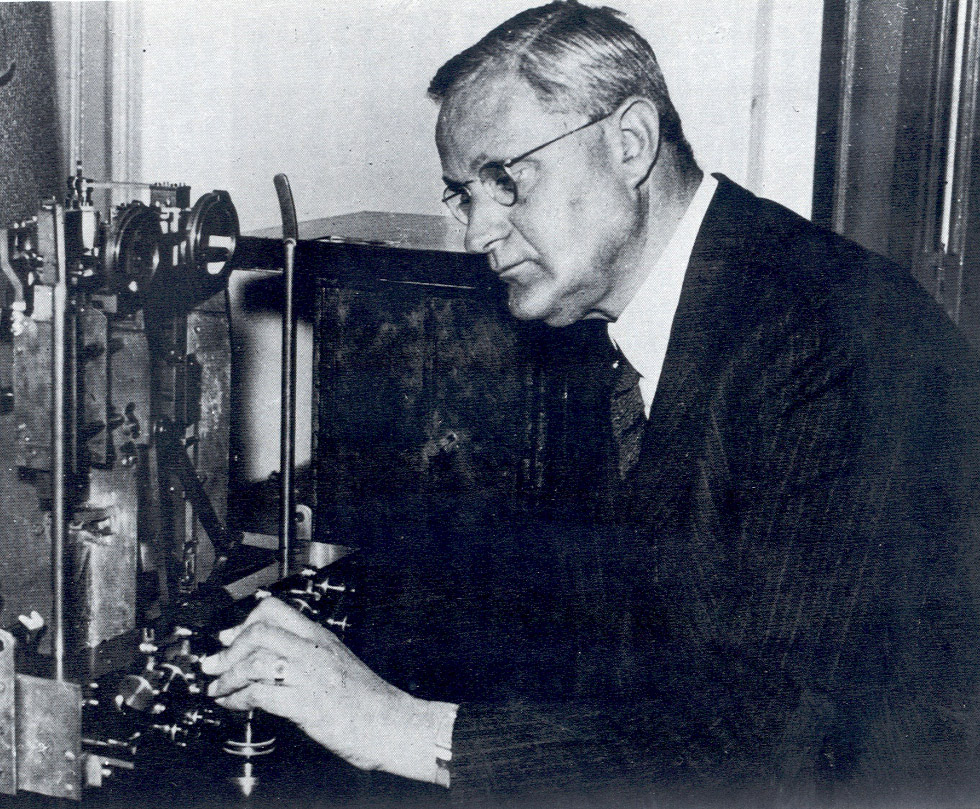
Felix Vening Meinesz
10 augustus

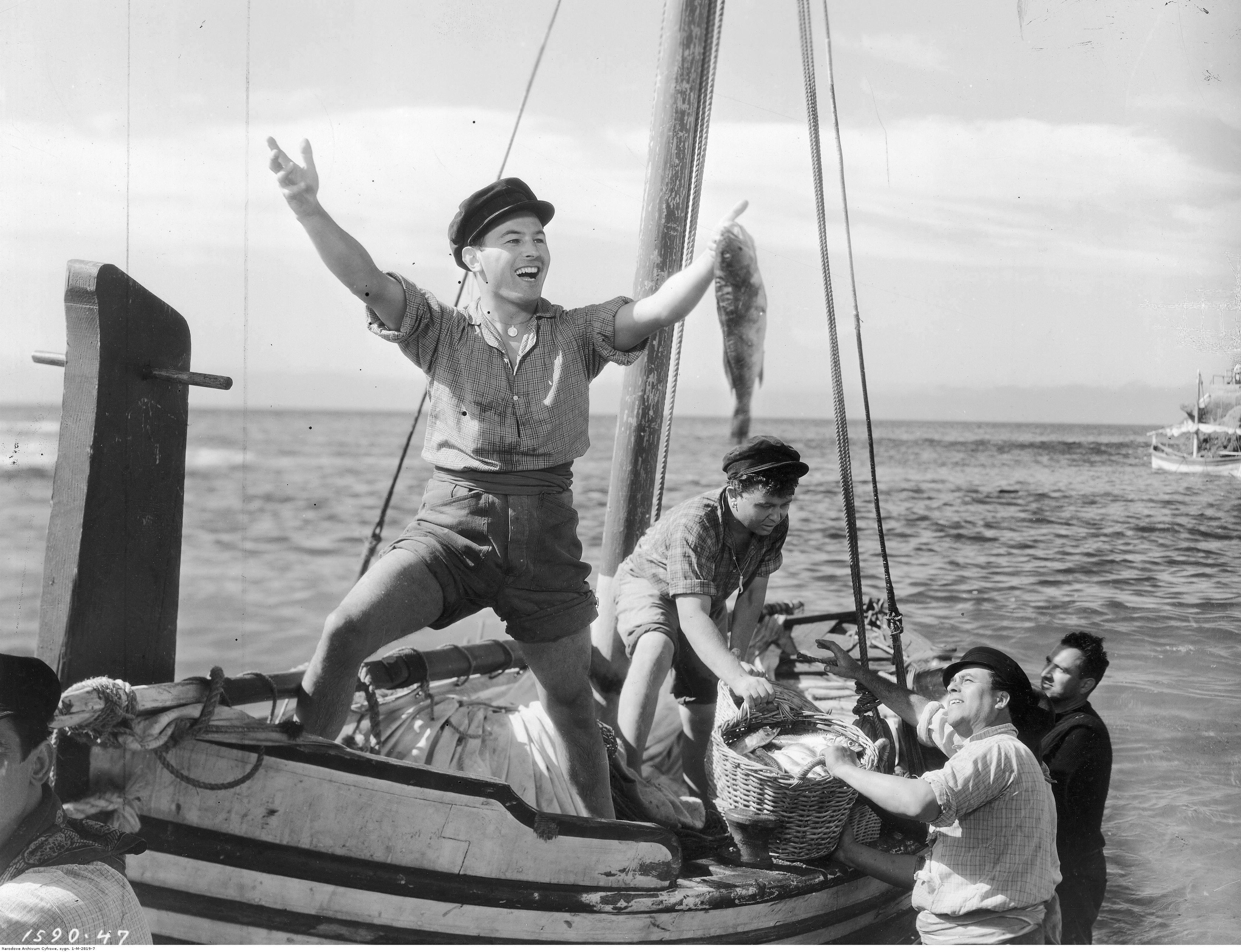
Jan Kiepura
15 augustus

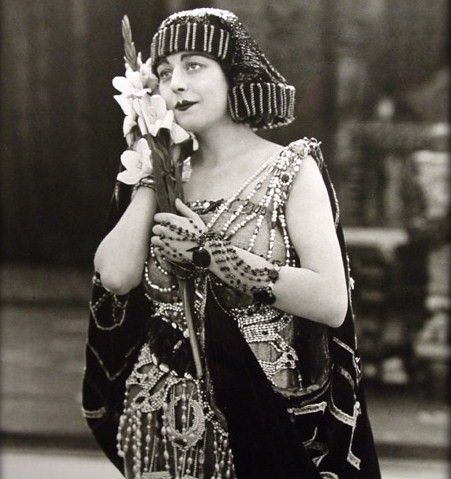
Seena Owen
15 augustus

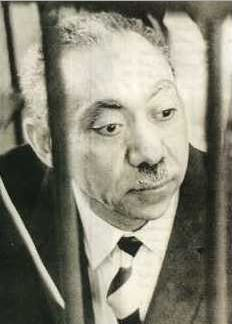
Said Qutb
29 augustus

| 1 | 2 | 3 | 4 | 5 | 6 | 7 | 8 | 9 | 10 | 11 | 12 | 13 | 14 | 15 | 16 | 17 | 18 | 19 | 20 | 21 | 22 | 23 | 24 | 25 | 26 | 27 | 28 | 29 | 30 | 31 |
| - | - | - | - | - | - | - | - | - | -- | -- | -- | -- | -- | -- | -- | -- | -- | -- | -- | -- | -- | -- | -- | -- | -- | -- | -- | -- | -- | -- |

### 1 augustus
- Karl Lilienfeld (80),  Duits kunsthistoricus
- Bud Powell (41), Amerikaans pianist

### 3 augustus
- Lenny Bruce (40), Amerikaans komiek

### 4 augustus
- Kurt Roger (71), Oostenrijks-Amerikaanse componist

### 6 augustus
- Marcel Perrière (75), Zwitsers wielrenner
- Louis Somer (65), Nederlands violist en componist

### 9 augustus
- Gösta Nystroem (75), Zweeds componist en kunstschilder

### 10 augustus
- Swami Atulananda (96), Nederlands hindoeïstisch geestelijke
- J.C. Bloem (79), Nederlands dichter
- Alphonse Mora (75), Belgisch kunstschilder
- Felix Vening Meinesz (79), Nederlands geofysicus

### 12 augustus
- Abram Stokhof de Jong (55), Nederlands kunstenaar

### 15 augustus
- Jan Kiepura (64), Amerikaans-Pools zanger
- Seena Owen (71), Amerikaans actrice

### 16 augustus
- José Eugenius van Beieren en Bourbon (57), lid Spaanse adel
- Georg Rueter (91), Nederlands kunstenaar

### 17 augustus
- Ken Miles (47), Brits autocoureur
- François Piétri (84), Frans politicus

### 18 augustus
- Watse Cuperus (75), Nederlands schrijver
- Isaäc Keesing jr. (80), Nederlands uitgever

### 19 augustus
- Fritz Bleyl (85), Duits architect

### 22 augustus
- Joseph Clynmans (77), Belgisch politicus
- Erwin Komenda (62), Oostenrijks auto-ontwerper

### 24 augustus
- Tadeusz Bór-Komorowski (71), Pools militair leider
- Jan van der Laan (70), Nederlands architect
- Jaime Sarlanga (50), Argentijns voetballer

### 25 augustus
- Anthonie van Aken (89), Nederlands tennisspeler

### 27 augustus
- Willem Ahlbrinck (81), Nederlands missionaris, schrijver en surinamist
- Ernst Lüthold (62), Zwitsers componist

### 28 augustus
- Louis Catala (74), Belgisch politicus

### 29 augustus
- Said Qutb (59), Egyptisch islamitisch geestelijke
- Flora Revalles (77), Zwitsers actrice
- Augusta Victoria van Hohenzollern (75), Duits-Portugese prinses

### 30 augustus
- Guillaume Rutten (70), Belgisch politicus

### 31 augustus
- Dolph van der Scheer (57), Nederlands schaatser

## September

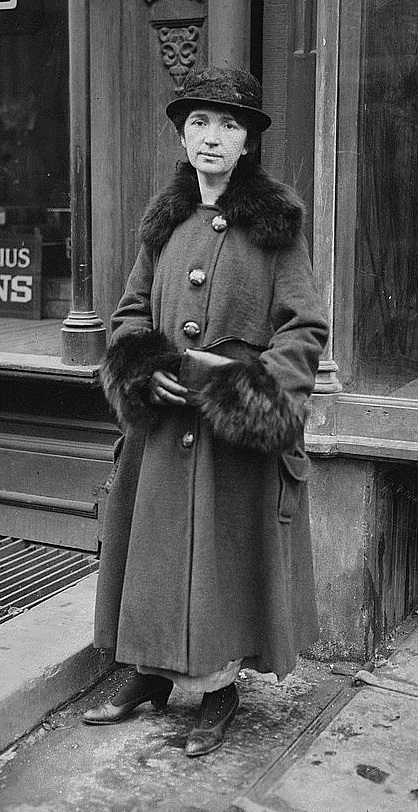
Margaret Sanger
6 september

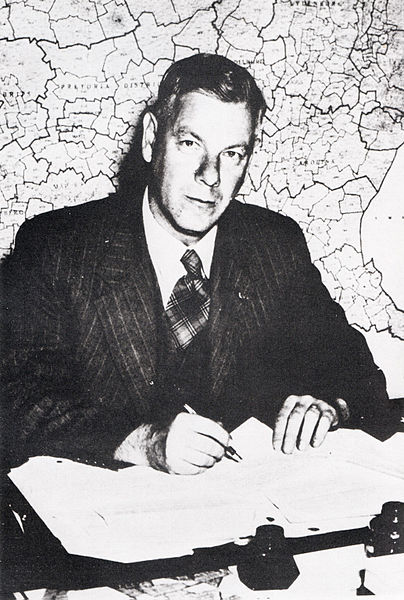
Hendrik Verwoerd
6 september

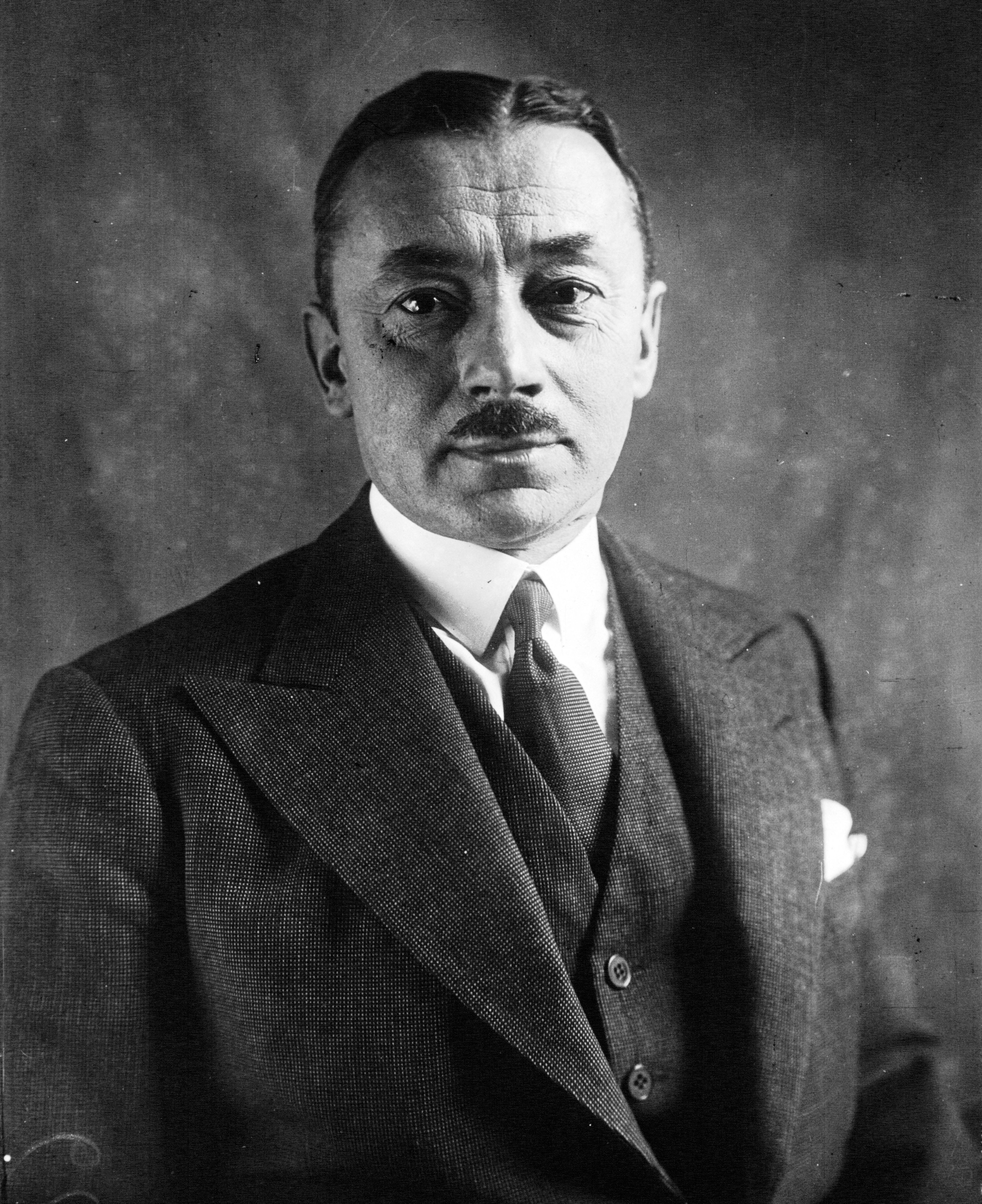
Paul Reynaud
21 september

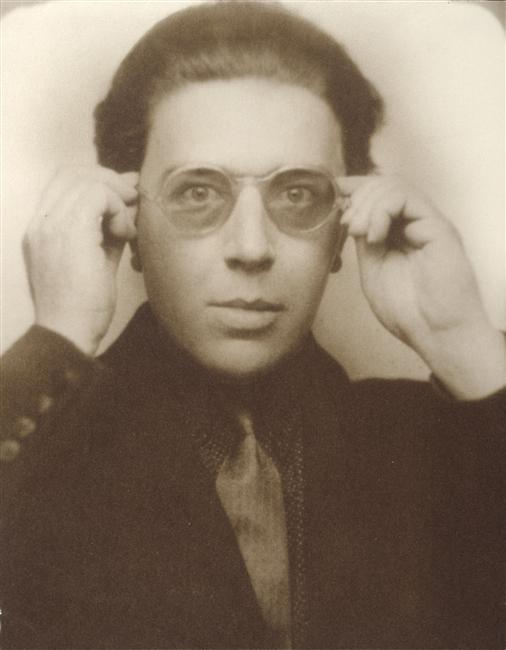
André Breton
28 september

| 1 | 2 | 3 | 4 | 5 | 6 | 7 | 8 | 9 | 10 | 11 | 12 | 13 | 14 | 15 | 16 | 17 | 18 | 19 | 20 | 21 | 22 | 23 | 24 | 25 | 26 | 27 | 28 | 29 | 30 |
| - | - | - | - | - | - | - | - | - | -- | -- | -- | -- | -- | -- | -- | -- | -- | -- | -- | -- | -- | -- | -- | -- | -- | -- | -- | -- | -- |

### 3 september
- Jaak Wellens (83), Belgisch politicus

### 4 september
- Kees van Eendenburg (51), Nederlands militair

### 6 september
- Margaret Sanger (87), Amerikaans verpleegster en feministe
- Hendrik Verwoerd (64), Zuid-Afrikaans politicus

### 7 september
- Hubert Tropper (54), Duits componist

### 8 september
- John Taylor (33), Brits autocoureur

### 9 september
- Léon De Smet (85), Belgisch kunstschilder

### 10 september
- Jean Weerts (64), Nederlands beeldhouwer

### 11 september
- Toine Mazairac (65), Nederlands wielrenner

### 13 september
- Marcel Philippart de Foy (82), Belgisch politicus

### 14 september
- Gertrude Berg (67), Amerikaans actrice
- Cemal Gürsel (70), president van Turkije

### 16 september
- Philippe le Hodey (51), Belgisch politicus

### 17 september
- Mário Rodrigues Filho (58), Braziliaans journalist en schrijver
- Fritz Wunderlich (35), Duits operazanger

### 19 september
- Hermann von Oppeln-Bronikowski (67), Duits ruiter en militair

### 21 september
- Paul Reynaud (87), Frans politicus en advocaat

### 22 september
- Valentin Boelgakov (79), Russisch schrijver
- Johannes Offerhaus (74), Nederlands jurist

### 24 september
- Rien van Noppen (65), Nederlands acteur

### 25 september
- Johannes van Rensburg (68), Zuid-Afrikaans politicus

### 26 september
- Bram Rutgers (82), Nederlands politicus

### 28 september
- André Breton (70), Frans dichter en essayist

### 30 september
- Koos de Haas (77), Nederlands roeier

## Oktober

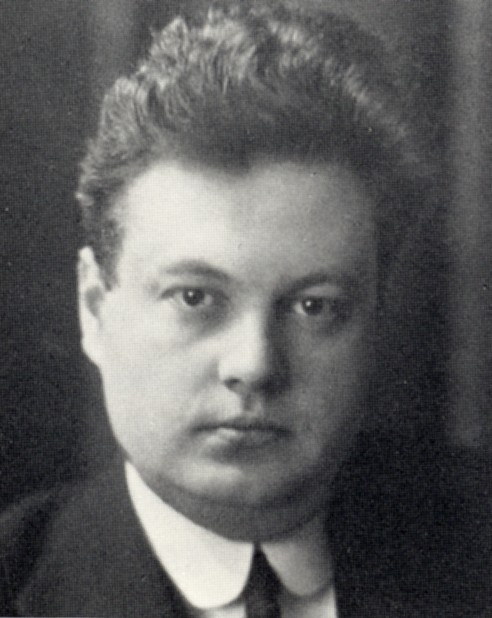
Rolf Sievert
3 oktober

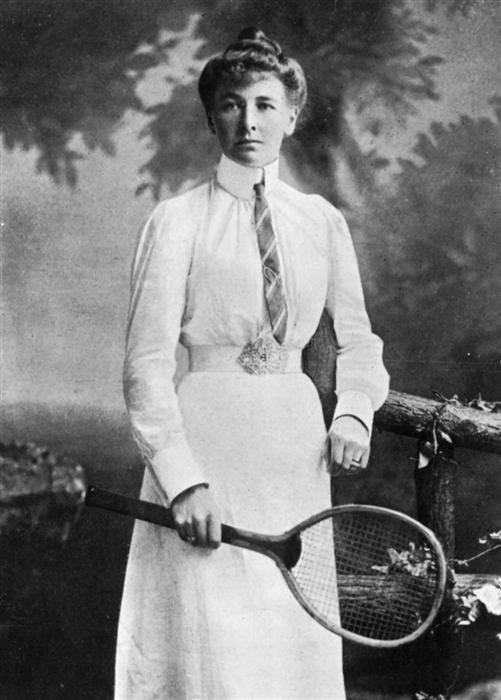
Charlotte Cooper
10 oktober

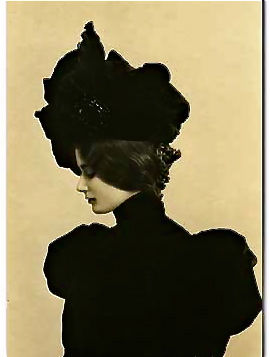
Cléo de Mérode
17 oktober

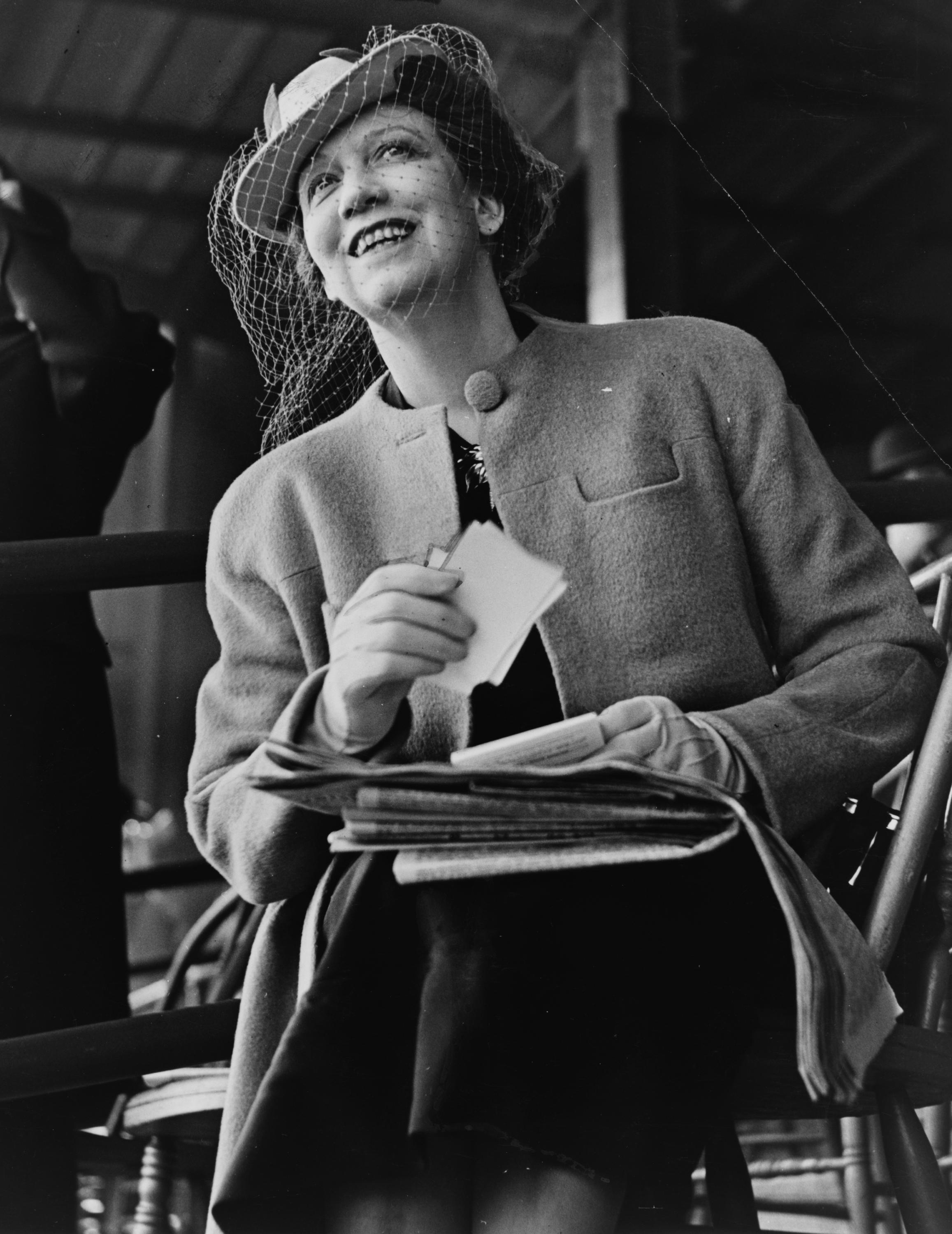
Elizabeth Arden
19 oktober

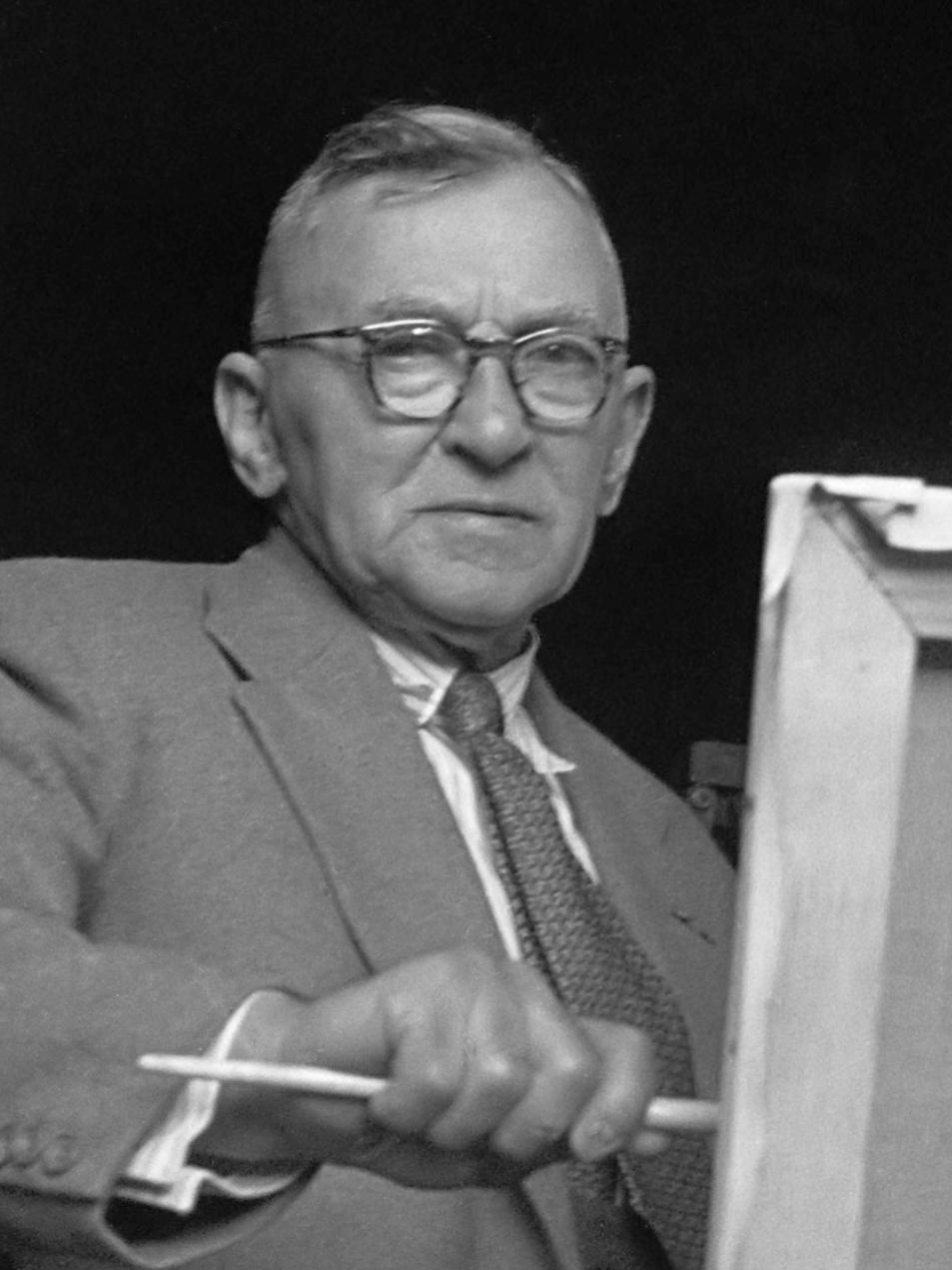
David Schulman
21 oktober

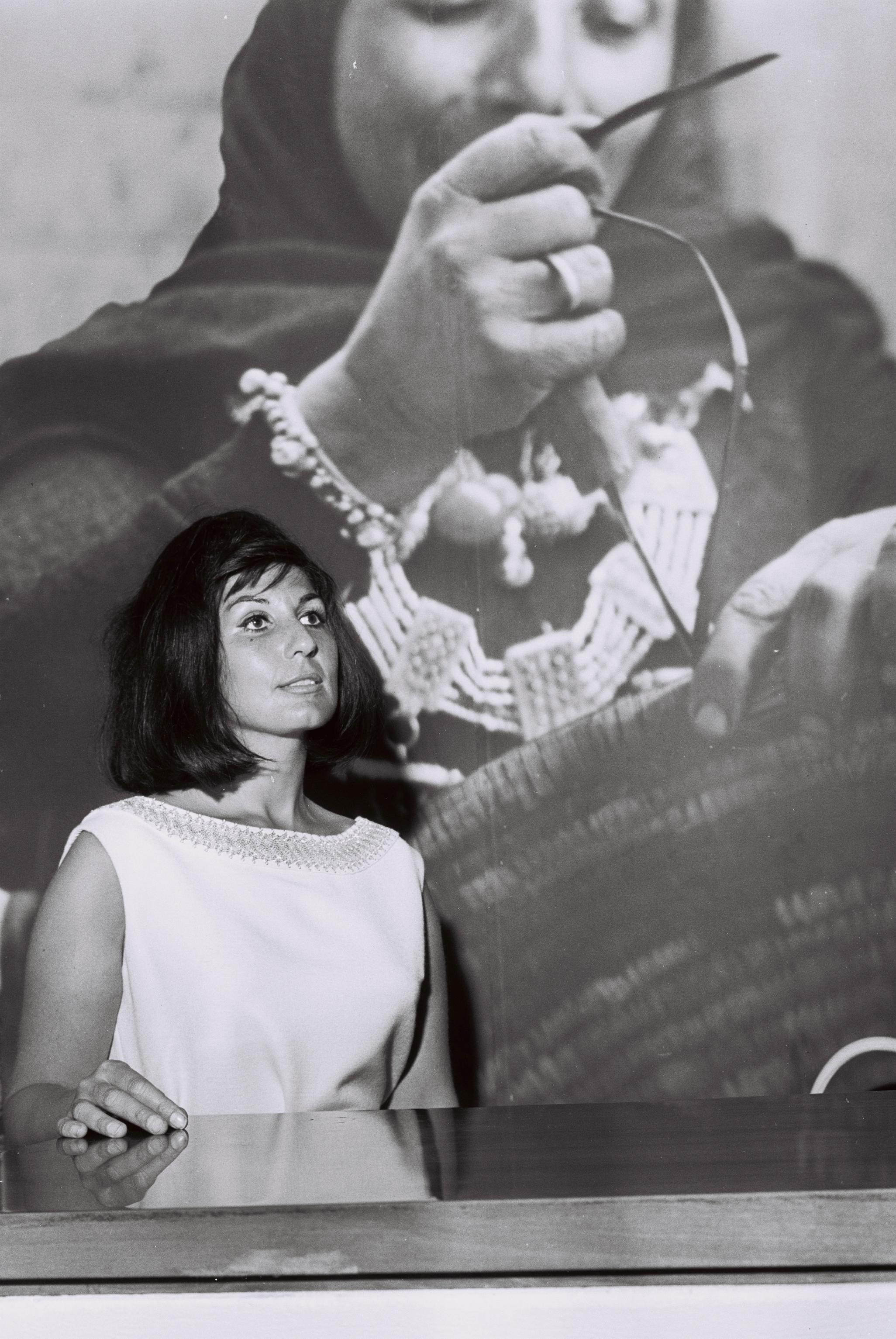
Alma Cogan
26 oktober

| 1 | 2 | 3 | 4 | 5 | 6 | 7 | 8 | 9 | 10 | 11 | 12 | 13 | 14 | 15 | 16 | 17 | 18 | 19 | 20 | 21 | 22 | 23 | 24 | 25 | 26 | 27 | 28 | 29 | 30 | 31 |
| - | - | - | - | - | - | - | - | - | -- | -- | -- | -- | -- | -- | -- | -- | -- | -- | -- | -- | -- | -- | -- | -- | -- | -- | -- | -- | -- | -- |

### 1 oktober
- Pierre Weegels (61), Nederlands architect

### 2 oktober
- Jules Boedt (82), Belgisch politicus
- George Wildschut (83), Nederlands kunstschilder

### 3 oktober
- George van den Bergh (76), Nederlands politicus
- Rolf Sievert (70), Zweeds fysicus

### 5 oktober
- Leo Brenninkmeijer (60), Nederlands ondernemer

### 8 oktober
- Célestin Freinet (69), Frans pedagoog
- Frans Lammers (55), Nederlands illustrator

### 9 oktober
- Antoon De Candt (27), Belgisch kleinkunstenaar

### 10 oktober
- Charlotte Cooper (96), Brits tennisster
- Vladimir Djomin (45), Sovjet voetballer en trainer

### 11 oktober
- Henri t'Sas (89), Nederlands schrijver

### 12 oktober
- Arthur Lourié (75), Amerikaans componist
- Frank Leo Ventre (71), Amerikaans componist
- Arend Jan Westerman (81), Nederlands architect

### 13 oktober
- Clifton Webb (76), Amerikaans acteur

### 14 oktober
- Adriaan Mulder (86), Nederlands luchtvaartpionier

### 15 oktober
- Lee Blair (63), Amerikaans jazzmusicus

### 16 oktober
- George O'Hara (67), Amerikaans acteur

### 17 oktober
- Cléo de Mérode (91), Frans danseres en ballerina

### 19 oktober
- Elizabeth Arden (87), Canadees cosmetica-industrieel

### 20 oktober
- David van Staveren (85), Nederlands bestuurder

### 21 oktober
- David Schulman (84), Nederlands kunstenaar

### 22 oktober
- Hewlett Johnson (92), Brits priester

### 23 oktober
- Jan van Ees (70), Nederlands acteur
- Albert Gerbens Koops Dekker (71), Nederlands militair
- Claire McDowell (88), Amerikaans actrice
- Raymond de Selys Longchamps (86), lid Belgische adel

### 25 oktober
- Célestin Gillis (44), Belgisch politicus

### 26 oktober
- Alma Cogan (34), Brits zangeres
- Dolf Scheeffer (58), Nederlands voetballer

### 29 oktober
- Wellman Braud (75), Amerikaans jazzbassist
- Robert Charpentier (50), Frans wielrenner

### 30 oktober
- Frederik Hendrik van Kempen (87), Nederlands burgemeester
- Ludwig Levy-Lenz (76), Duits-Joodse arts en bordeelhouder

## November

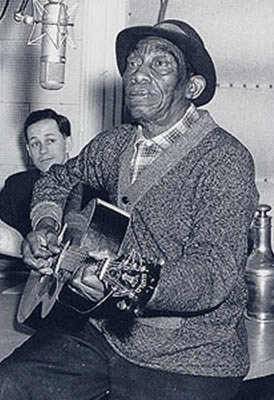
Mississippi John Hurt
2 november

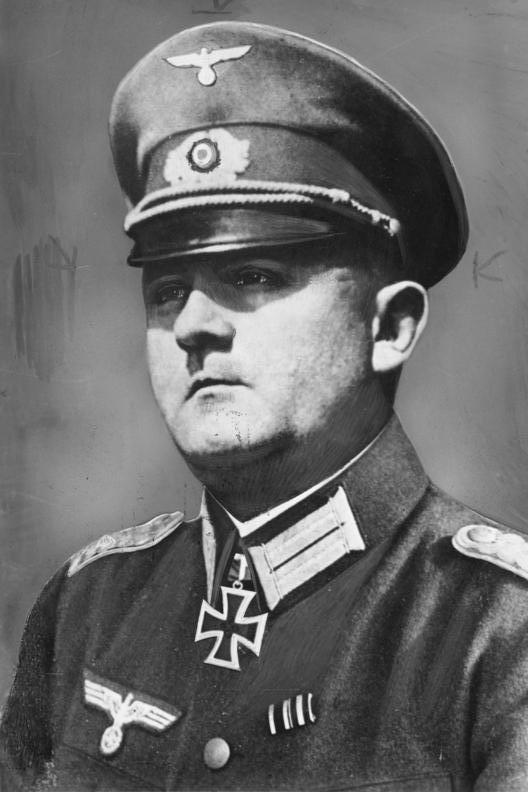
Dietrich von Choltitz
5 november

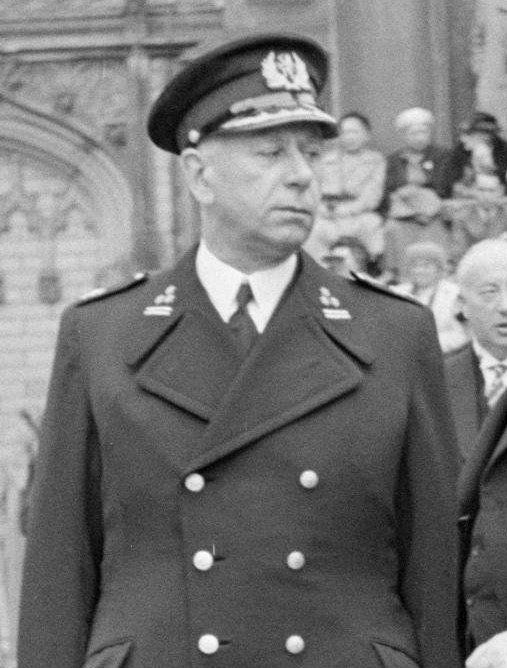
Hendrik Kaasjager
19 november

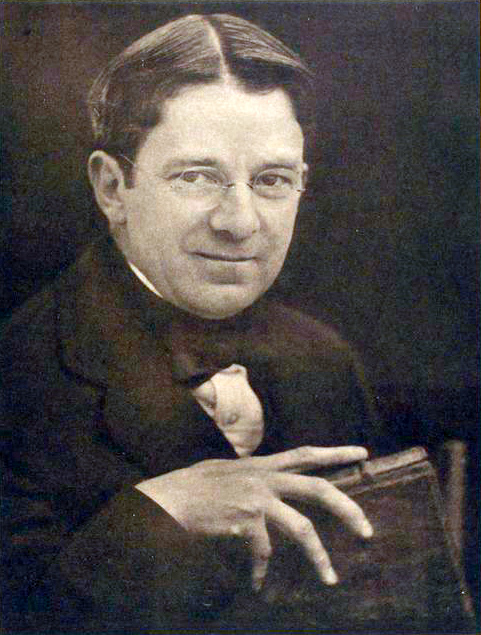
Alvin Langdon Coburn
23 november

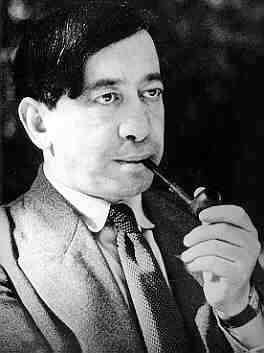
Siegfried Kracauer
26 november

| 1 | 2 | 3 | 4 | 5 | 6 | 7 | 8 | 9 | 10 | 11 | 12 | 13 | 14 | 15 | 16 | 17 | 18 | 19 | 20 | 21 | 22 | 23 | 24 | 25 | 26 | 27 | 28 | 29 | 30 |
| - | - | - | - | - | - | - | - | - | -- | -- | -- | -- | -- | -- | -- | -- | -- | -- | -- | -- | -- | -- | -- | -- | -- | -- | -- | -- | -- |

### 1 november
- Anton Johan van Vessem (79), Nederlands politicus

### 2 november
- Sadao Araki (89), Japans politicus en militair
- Peter Debye (82), Nederlands scheikundige
- Mississippi John Hurt (74),  Amerikaans bluesmusicus

### 3 november
- Luiz Fabbi (76), Italo-Braziliaans voetballer

### 5 november
- Dietrich von Choltitz (71), Duits militair leider

### 7 november
- Jan Drummen (75), Nederlands architect

### 8 november
- Shorty Baker (52), Amerikaans jazztrompettist
- Rémy Roure (81), Frans journalist en verzetsstrijder

### 12 november
- Zeenat Begum, Indiaas-Pakistaans zangeres
- Don Branson (46), Amerikaans autocoureur
- Quincy Porter (69), Amerikaans componist

### 13 november
- Udakendawala Siri Saranankara Thero (64), Sri Lankaans geestelijke

### 14 november
- Steingrímur Steinþórsson (73), IJslands politicus

### 15 november
- Margaret Staal-Kropholler (75), Nederlands architecte

### 19 november
- Hens Dekkers (51), Nederlands bokser
- Hendrik Kaasjager (75), Nederlands politiefunctionaris

### 20 november
- Alma Reed (77), Amerikaans journaliste

### 22 november
- Folkert Haanstra sr. (86), Nederlands kunstenaar

### 23 november
- Alvin Langdon Coburn (84), Amerikaans-Brits fotograaf

### 26 november
- Siegfried Kracauer (77), Duits journalist en socioloog

### 27 november
- Raymond Barbé (55), Belgisch politicus

### 28 november
- Boris Podolski (70), Russisch natuurkundige

### 29 november
- Albert Müller (67), Zwitsers componist en dirigent
- Jan Waterink (76), Nederlands pedagoog en psycholoog

## December

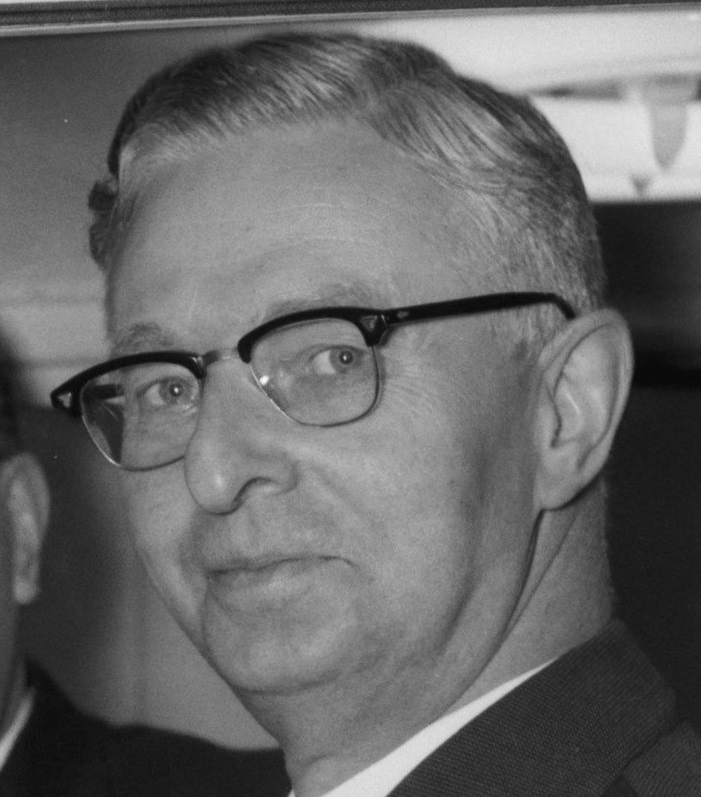
Jacob Algera
8 december

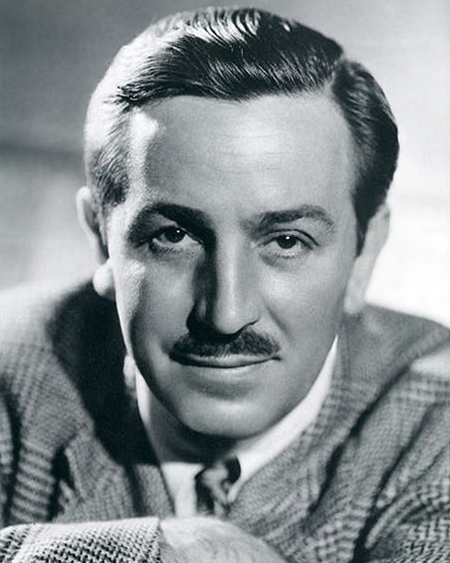
Walt Disney
15 december

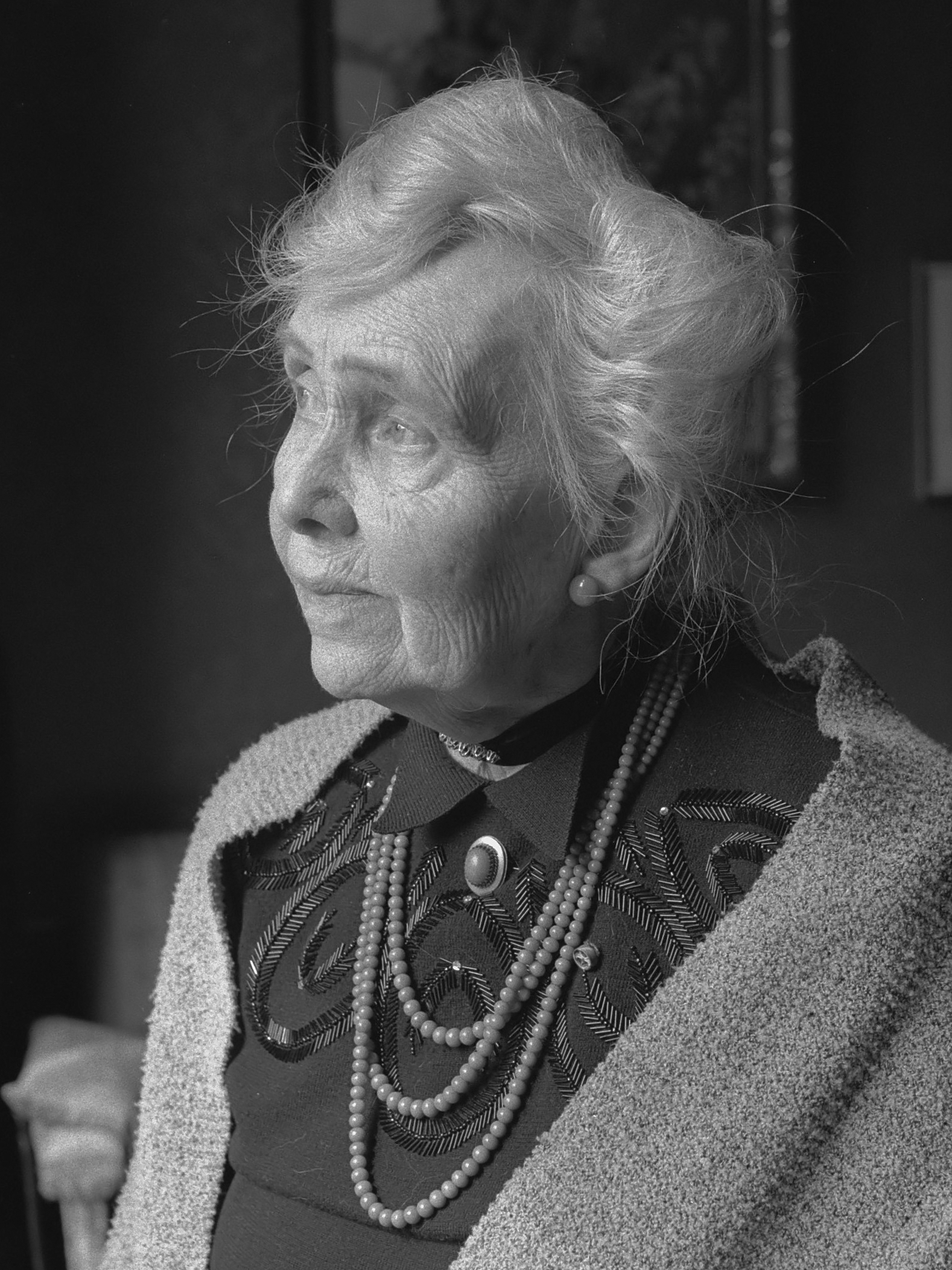
Ina Boudier-Bakker
26 december

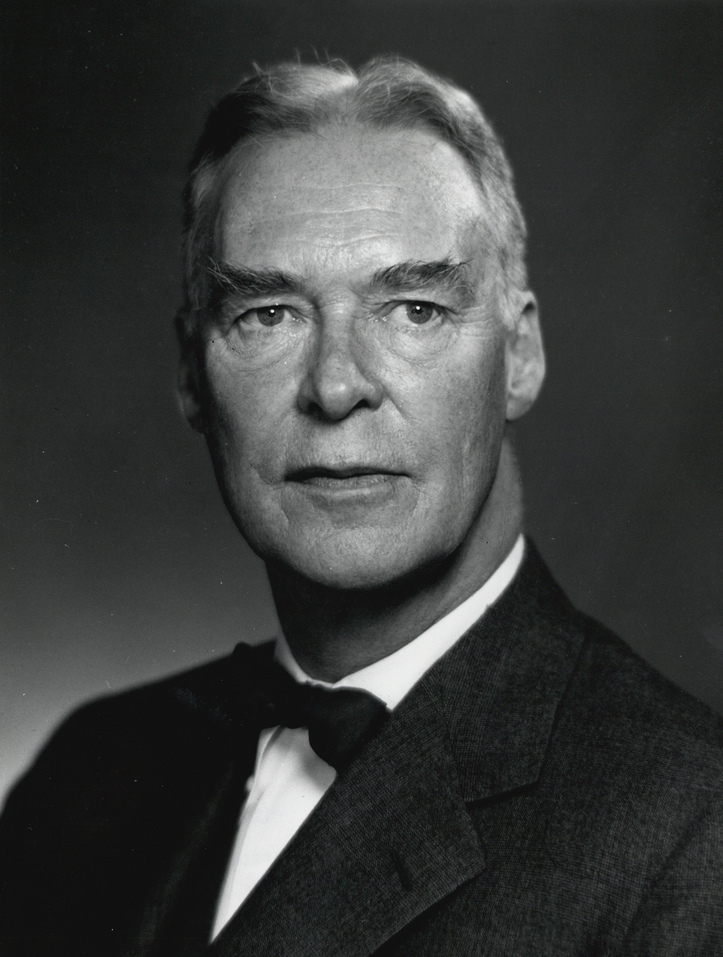
Christian Herter
30 december

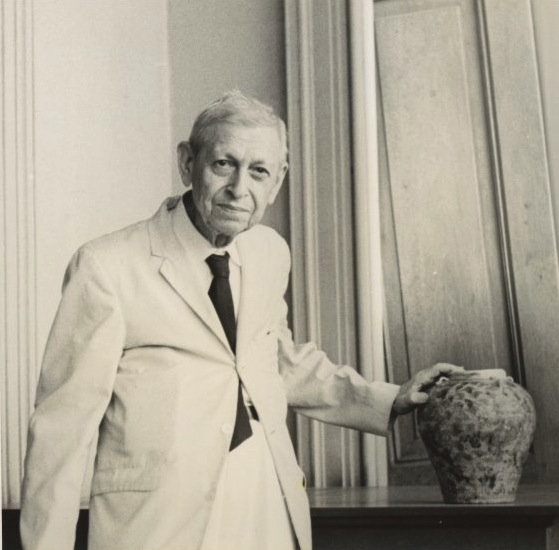
Henry Otley Beyer
31 december

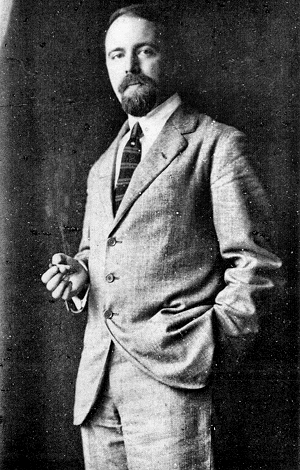
Pieter Geijl
31 december

| 1 | 2 | 3 | 4 | 5 | 6 | 7 | 8 | 9 | 10 | 11 | 12 | 13 | 14 | 15 | 16 | 17 | 18 | 19 | 20 | 21 | 22 | 23 | 24 | 25 | 26 | 27 | 28 | 29 | 30 | 31 |
| - | - | - | - | - | - | - | - | - | -- | -- | -- | -- | -- | -- | -- | -- | -- | -- | -- | -- | -- | -- | -- | -- | -- | -- | -- | -- | -- | -- |

### 2 december
- Luitzen Egbertus Jan Brouwer (85), Nederlands wiskundige
- Philip M. Slates (42), Amerikaans componist

### 5 december
- Sylvère Maes (57), Belgisch wielrenner

### 7 december
- Barclay Allen (48), Amerikaans pianist en bandleider
- Louis Uytroever (82), Belgisch politicus

### 8 december
- Jacob Algera (64), Nederlands politicus

### 9 december
- Willem Boerdam (83), Nederlands voetballer
- Joeri Sjaporin (79), Russisch componist en dirigent
- Albert Thiry (80), Frans componist en dirigent

### 10 december
- Boris Koutzen (65), Amerikaanse componist
- Gregorio López y Fuentes (71), Mexicaans schrijver, dichter en journalist

### 11 december
- Bernard Richters (78), Nederlands kunstenaar

### 13 december
- Stanisław Mikołajczyk (65), Pools politicus

### 14 december
- Marie Delwaide (66), Belgisch politicus

### 15 december
- Joan van Dillen (36), Nederlands architect
- Walt Disney (65), Amerikaans animator, filmregisseur, filmproducer en ondernemer
- Julius Sap (76), Belgisch Titanic-overlevende

### 20 december
- Albert Göring (71), Duits zakenman en verzetsstrijder

### 21 december
- Erich Haenisch (86), Duits sinoloog en mongoloog

### 23 december
- Heimito von Doderer (70), Oostenrijks schrijver
- Emiel Van Haver (67), Belgisch politicus

### 24 december
- Arthur De Laender (76), Belgisch atleet

### 26 december
- Ina Boudier-Bakker (91), Nederlands schrijfster
- Herbert Otto Gille (69), Duits generaal
- Pieter Roelofsen (58), Nederlands roeier
- Guillermo Stábile (61), Argentijns voetballer
- Hans Stille (90), Duits geoloog

### 28 december
- Carl Osburn (82), Amerikaans schutter

### 29 december
- Pierre Nothomb (79), Belgisch politicus en schrijver
- Cornelis Steenblok (72), Nederlands theoloog

### 30 december
- Pietro Ciriaci (81), Italiaans kardinaal
- Christian Herter (71), Amerikaans politicus
- Goedoe Goedoe Thijm (75), Surinaams zanger en dichter

### 31 december
- Henry Otley Beyer (83), Amerikaans antropoloog
- Pieter Geijl (79), Nederlands historicus
- Raoul Lévy (44), Frans filmproducent en -regisseur
- Izaäk Reijnders (87), Nederlands militair leider

## Datum onbekend
- Hans Anton Maurenbrecher (55), Nederlands militair en zeezeiler (verdwenen in juni)
- Randolph R. Ricketts (81), Brits componist en dirigent (overleden in februari)

1900 ·
1901 ·
1902 ·
1903 ·
1904 ·
1905 ·
1906 ·
1907 ·
1908 ·
1909 ·
1910 ·
1911 ·
1912 ·
1913 ·
1914 ·
1915 ·
1916 ·
1917 ·
1918 ·
1919 ·
1920 ·
1921 ·
1922 ·
1923 ·
1924 ·
1925 ·
1926 ·
1927 ·
1928 ·
1929 ·
1930 ·
1931 ·
1932 ·
1933 ·
1934 ·
1935 ·
1936 ·
1937 ·
1938 ·
1939 ·
1940 ·
1941 ·
1942 ·
1943 ·
1944 ·
1945 ·
1946 ·
1947 ·
1948 ·
1949 ·
1950 ·
1951 ·
1952 ·
1953 ·
1954 ·
1955 ·
1956 ·
1957 ·
1958 ·
1959 ·
1960 ·
1961 ·
1962 ·
1963 ·
1964 ·
1965 ·
1966 ·
1967 ·
1968 ·
1969 ·
1970 ·
1971 ·
1972 ·
1973 ·
1974 ·
1975 ·
1976 ·
1977 ·
1978 ·
1979 ·
1980 ·
1981 ·
1982 ·
1983 ·
1984 ·
1985 ·
1986 ·
1987 ·
1988 ·
1989 ·
1990 ·
1991 ·
1992 ·
1993 ·
1994 ·
1995 ·
1996 ·
1997 ·
1998 ·
1999 ·
2000 ·
2001 ·
2002 ·
2003 ·
2004 ·
2005 ·
2006 ·
2007 ·
2008 ·
2009 ·
2010 ·
2011 ·
2012 ·
2013 ·
2014 ·
2015 ·
2016 ·
2017 ·
2018 ·
2019 ·
2020 ·
2021 ·
2022 ·
2023 ·
2024 ·
2025